# Copa Chile
La Copa Chile es una competición oficial de fútbol de Chile. Es el principal torneo de copa del país, participando actualmente clubes de la Primera División, la Primera B y la Segunda División Profesional, además de equipos amateur.
Es organizada por la Asociación Nacional de Fútbol Profesional de Chile (ANFP), perteneciente a la Federación de Fútbol de Chile, se juega desde 1958, y es uno de los torneos más representativos e importantes a nivel nacional, siendo, además, uno de los más antiguos de América.
El torneo se ha disputado anualmente, aunque se mantuvo interrumpido en los años 1976, 1978, 1997 y 1999, y en los períodos comprendidos desde 1963 hasta 1973 y desde 2001 hasta 2007, el año 2020 fue suspendido debido a la pandemia mundial de Covid-19, el año 2008 en que se reestructuró por completo, habiendo pasado de un formato de grupos a un formato de play offs, además de haber abierto la participación a equipos de Primera B, Segunda División, Tercera División y Cuarta División, los cuales se sumaron a los equipos de Primera División. La mayor parte de su desarrollo se ha jugado en paralelo a estos campeonatos, bajo distintos formatos.
Desde la edición de 2009 hasta la edición 2014-15, el campeón de la competencia obtuvo un cupo directo para la Copa Sudamericana y a partir de la edición 2015, el campeón de la competencia, obtendrá el cupo de Chile 3, para la Copa Libertadores de América del siguiente año y, desde la edición 2012-13, el derecho a disputar la Supercopa de Chile frente al campeón vigente de la Primera División de Chile del mismo año.
Los jugadores que más veces la han ganado son Lizardo Garrido y Raúl Ormeño con 6 títulos en su haber, todos con Colo-Colo.
El actual campeón es Universidad de Chile, que en la edición de 2024 obtuvo su sexto título de la competición.

## Historia
La Copa Chile tiene como precursor al Campeonato de Apertura, un torneo corto de copa local que abría la temporada futbolística, generalmente durante gran parte del primer semestre. Durante esos años, la liga de fútbol no contaba con una gran cantidad de equipos en Primera División, por ende, una vez finalizado el Campeonato de Apertura se daba paso al torneo nacional. Esta competencia se disputó entre 1933 y 1950, algunas veces en sistema eliminatorio simple y otras veces en sistemas de grupo único.
Entre 1951 y 1957, no existió ningún tipo de competencia previa o paralela al campeonato nacional de Primera División en la División de Honor. Los equipos sólo disponían del Torneo de Reservas para mantener activos a algunos jugadores de sus planteles. El Campeonato de Apertura no se volvió a jugar y, estadísticamente, no tiene mayor nexo con el actual torneo de copa, ya que se consideran competencias distintas.[cita requerida]

### Fundación y primeros años
En 1958 se instauró oficialmente la primera Copa Chile. La disputa de un torneo por eliminación mixto, que involucrara a cuadros de Primera y Segunda División, estaba dentro del plan para el despegue del fútbol chileno, que requería de diversas reformas deportivas de cara a la Copa Mundial de 1962 a celebrarse en el país. Junto a las últimas fechas del torneo nacional de ese año, se comenzó a jugar a mitad de semana el certamen de copa, tal y como se había planificado. La competencia no entusiasmó inicialmente al público en las primeras fechas, ni tampoco a los clubes que presentaban una gran cantidad de jugadores suplentes; sin embargo, en las jornadas de cierre el público respondió repletando los recintos deportivos.
El primer equipo en ganar el torneo fue Colo-Colo, que empató en la final frente a Universidad Católica en el Estadio Nacional. El desempate se hizo mediante un promedio de goles o goal average, en el que el equipo albo sacó ventaja con un promedio de 3 (27 goles a favor y 9 en contra) contra los 2,63 (21 goles a favor y 8 en contra) del equipo cruzado. La obtención del título nació por obra de Luis Hernán Álvarez y Mario Moreno, quienes anotaron los goles colocolinos en la final.
En la edición de 1959 el ganador fue Santiago Wanderers, que derrotó por goleada a Deportes La Serena en la final jugada en el Estadio Nacional. Este fue el segundo título oficial del equipo porteño tras la obtención del título de Primera División de 1958, ambos bajo la dirección técnica del argentino José Pérez. La base de este equipo fue el mismo que ganó el título de Primera División, con íconos como el defensor Raúl Sánchez, Carlos Hoffmann, Aldo Valentini, Armando Tobar, entre otros. La disputa por el tercer lugar de este torneo fue entre Colo-Colo y Universidad de Chile, en lo que fue el inicio de la gran rivalidad que se mantiene en la actualidad entre estos dos equipos. El ganador de aquel encuentro fue el elenco universitario por la cuenta mínima.

### Años 1960
En 1960, solo un año después, Deportes La Serena se cobraría revancha de Santiago Wanderers y ganaría con holgura la final de la Copa Preparación en el Estadio La Portada. Este torneo se disputó como un campeonato de iniciación al torneo nacional, con un formato de grupos y una eliminación directa en su fase final. Los delanteros Carlos Verdejo y José Sulantay destacaron en este equipo, que ganó el primer y único título oficial del cuadro serenense. Los goles de la gran final fueron obra de José Sulantay en dos oportunidades, Arturo Farías y un autogol del wanderino Emilio Bozalla. El descuento de los verdes fue obra de Jaime Salinas.
Tras la tragedia de Green Cross, la edición de 1961 cambió su nombre a Copa Chile Green Cross a modo de conmemoración. En este torneo se omitieron los grupos y se optó por las llaves de eliminación. El campeón fue Santiago Wanderers que jugó su tercera final consecutiva frente a la Universidad Católica y obtuvo su segundo título de copa de la mano de José Pérez. La final fue en partidos de ida y vuelta, en donde Universidad Católica logró imponerse en el primer partido con doblete de Dante Pesce. Sin embargo, Santiago Wanderers logró revertir el resultado en el Estadio Independencia tras vencer 2-0. Entre los goleadores se encuentran el porteño Carlos Hoffmann, el cruzado Mario Soto y el rangerino Antolín Sepúlveda, todos con 6 goles.
En 1962, año mundialista, el torneo volvería a denominarse Copa de Preparación. El ganador de esta edición fue el sorprendente Luis Cruz Martínez, una humilde escuadra proveniente de Curicó, que derrotó en la final nada menos que a la Universidad Católica en el Estadio Independencia. Los curicanos, dirigidos por el paraguayo Ovidio Casartelli, se transformaron en el primer club de la zona en ganar la copa, marcando todo un hito, debido al título de campeón vigente de Primera División que ostentaba su rival. Luis Cruz Martínez fue además el primer equipo en obtener el trofeo jugando en el ascenso, y el único que ha ganado un título oficial de estas características en su primer año como club profesional.
La Copa de Chile, con sus diversas nomenclaturas, no tuvo la misma regularidad del campeonato oficial. Entre los años 1963 y 1973 no existió ninguna competencia oficial de copa doméstica en el fútbol profesional chileno, ni de forma previa ni de forma paralela.

### Años 1970
La copa regresa en la edición de 1974 con su nombre original y con un nuevo trofeo de plata, que es el que se mantiene hasta la actualidad. El ganador de aquella competencia fue Colo-Colo, que el año anterior había jugado la final de la Copa Libertadores ante Independiente de Argentina. El rival fue Santiago Wanderers, que nuevamente llegó a una final copera, sin embargo el equipo porteño cayó inapelablemente por 3 a 0 en un Estadio Nacional repleto. En el equipo albo destacaron jugadores de la talla de Adolfo Nef, Francisco Valdés y Miguel Ángel Gamboa; este último marcó uno de los goles de la final, los otros dos fueron obra de Luis Araneda. Este fue el segundo título de copa del equipo colocolino.
En 1975, la copa se jugó con el formato tradicional de eliminación, con llaves de ida y vuelta, exceptuando la final, que fue a partido único. El ganador fue Palestino, que obtuvo su primer título tras vencer por goleada a Lota Schwager en el Estadio Nacional. Para la obtención del título, el equipo dirigido por Caupolicán Peña tuvo jugadores claves y sobre todo por sus actuaciones como Sergio Messen, Alberto Hidalgo, Pedro Pinto y el argentino Oscar Fabbiani. Ese mismo año, Palestino ganaría la Liguilla Pre-Libertadores. Lota Schwager en tanto, no volvería a jugar otra final copera.
En 1976 no se jugó el torneo. En la edición de 1977 nuevamente Palestino llega a la final, esta vez de la mano de Elías Figueroa y de otros jugadores como Rodolfo Dubó, Sergio Messen, Alberto Hidalgo, Pedro Pinto y el argentino Oscar Fabbiani, que no solo fueron pilares claves, en la obtención del trofeo de copa mediante el gol del propio Elías Figueroa, en los tiempos de alargue; sino que además, lo fueron en la clasificación a la Copa Libertadores de 1978 y en la obtención, de la segunda corona de Primera División, ese mismo año. Su rival en la final, Unión Española, se coronó campeón del torneo nacional en 1977, sin embargo, el equipo hispano no pudo ganar la doble corona, tras caer por 4-3 ante los árabes en el Estadio Nacional.
En 1978 tampoco se jugó el torneo. En la edición de 1979, la Copa Chile pasaría a llamarse Copa Polla Gol (un juego de apuestas que actuó como auspiciador del certamen), utilizando además otro trofeo de plata de similar envergadura. El torneo se disputó de forma previa al torneo nacional y solo participaron los equipos de la división de honor. El formato de torneo consistió inicialmente en una fase grupal que dio paso a una fase eliminación ida y vuelta en cuartos de final y a partido único en semifinal y final, con tiempos de alargue en caso de empate. Los premios de la copa influyeron en el torneo nacional, ya que el campeón obtenía dos puntos de bonificación, mientras que el subcampeón y los otros dos semifinalistas obtenían un punto. La final tuvo como marco el superclásico chileno entre Colo-Colo y Universidad de Chile en un Estadio Nacional con 75 000 espectadores. Finalmente fue el elenco azul, dirigido por Fernando Riera, quien se coronó campeón tras vencer a su archirrival por 2-1, con tantos del argentino Luis Alberto Ramos y Héctor Hoffens. El tanto colocolino fue obra de Atilio Herrera.

### Años 1980
En la versión de 1980 se instauraron —de forma adicional a los utilizados internacionalmente— nuevos sistemas de puntuación. Se estableció que para este torneo, el equipo vencedor que convierta 4 o más goles obtiene la bonificación de un 1 punto extra y los empates sin goles convertidos (cero a cero), se castigan sin puntaje. El formato de torneo fue el mismo que en la edición anterior, con una fase grupal inicial y con una fase final de eliminación directa. El ganador de la copa fue Deportes Iquique, club que sorpresivamente y contra todo pronóstico, derrotó a Colo-Colo por 2 a 1 en el Estadio Nacional. Esta es una de las finales más recordadas y además, fue la primera copa ganada por el cuadro de la Región de Tarapacá.
En 1981, la copa mantendría los criterios de puntuación y premios de bonificación para el torneo nacional; sin embargo aquellos jugadores que fuesen seleccionados no podrían jugarla ya que forma simultánea se preparaban para los eventos de cara al Mundial de España 1982. La final la jugaron Colo-Colo, dirigido en ese entonces por Pedro García, que tenía jugadores destacados como Carlos Caszely y el brasileño Severino Vasconcelos, y la sorpresa del torneo que fue Audax Italiano, que era dirigido por Hernán Godoy, cuya final se disputó en el Estadio Nacional. Lo que fue una nueva versión del clásico criollo, terminó en goleada a favor del equipo albo, que se coronó por tercera vez campeón del torneo, tras golear a su rival ante 35 000 espectadores. Entre las figuras de Colo-Colo destacó el brasileño Severino Vasconcelos, que convirtió dos de los cinco goles de la final. El tanto de Audax Italiano lo marcó su referente en ataque, el delantero Juan Carlos Letelier.
En la edición de 1982, la copa nuevamente sufrió un cambio en su formato. A partir de cuartos de final, los 4 mejores clubes del certamen definían al ganador en una liguilla final todos contra todos, en donde el equipo que sacara más puntos en los tres partidos, se alzaría como campeón. El ganador fue nuevamente Colo-Colo, que derrotó a Cobreloa, Universidad de Chile y Universidad Católica, obteniendo puntaje perfecto en la fase final. El brasileño Severino Vasconcelos nuevamente se alzó como goleador del torneo con 8 goles, esta vez junto a Luis Marcoleta de Magallanes, que obtuvo la misma cifra. El equipo albo tras este triunfo, lideró el palmarés con 4 títulos de copa. En ese año, Colo-Colo contaba con jugadores importantes como el propio Severino Vasconcelos, Roberto Rojas, Jaime Vera y el argentino René Houseman (que 4 años antes, salió campeón del mundo con su selección argentina, en el Mundial realizado en su país).
En 1983 se provocó un fuerte desfase en el calendario, debido a la gran cantidad de equipos en la división de honor, partidos jugados y copas adicionales, como lo fue el caso de la Copa República, que es un torneo complementario sin mayor relación con la Copa Chile. La liga de Primera División terminó en abril del año siguiente (el torneo más largo en la historia del fútbol chileno), forzando a repartir los cupos internacionales en el certamen copero. De esta manera, tanto el campeón como el subcampeón de la edición de 1983 clasificarían a la Copa Libertadores 1984. El ganador fue la Universidad Católica, que obtuvo puntaje perfecto en la Liguilla Final, superando a O'Higgins, que solo ganó dos de los tres partidos. También participaron en esa Liguilla Final, los elencos de Cobreloa y Palestino. El goleador del campeonato fue Jorge Aravena, que con 23 tantos se alzó como el máximo artillero de la historia de la Copa Chile.
En la edición de 1984 se retornó al formato de eliminación. En la fase grupal los equipos de Primera División se dividieron en 4 grupos, en donde los ganadores de cada grupo clasificaban de forma directa a la semifinal. Cobresal ganó el grupo norte, Everton el grupo centro, Universidad Católica el grupo metropolitano y Green Cross-Temuco el grupo sur. La final la jugó el equipo cruzado, campeón vigente y en ese entonces dirigido por Ignacio Prieto, ante Everton, dirigido por Fernando Riera. Los viñamarinos vapulearon a la Universidad Católica, que a esa altura ya estaba acostumbrada a jugar finales de copa, por un expresivo 3 a 0 en el Estadio Nacional. Los goles fueron obra de Luis Alberto Ramos, Pedro Pablo Díaz y el delantero uruguayo Washington Olivera.
En 1985 se modifica la fase de grupos, dejando un total de cinco grupos de 8 equipos, que tuvieron que jugar todos contra todos en dos ruedas. Al término de las dos ruedas de competencia, los equipos posicionados en el primer lugar de cada grupo accedieron a los cuartos de final, junto con el equipo que clasifique segundo en el grupo tres, y los dos mejores equipos clasificados en segundo lugar de entre los grupos uno, dos, cuatro y cinco. El torneo fue ganado por Colo-Colo, que derrotó por la cuenta mínima a Palestino en el Estadio Santa Laura. Entre los jugadores destacados de dicha final, se encuentran el delantero Carlos Caszely (que se retiró del fútbol ese mismo año), el portero Mario Osbén, el defensor Lizardo Garrido y el puntero argentino Horacio Simaldone, que marcó el único gol de la final. En Palestino, destacaron por ejemplo los volantes Rodolfo Dubó y Víctor Hugo Castañeda y el mítico atacante Alfredo Núñez.
La versión de 1986 tuvo un drástico cambio en el formato de torneo. Los 20 equipos de Primera División se dividieron en dos grupos de 10 clubes. Los ganadores de cada grupo jugarían directamente la final, mientras que los últimos de cada grupo descendían a la Primera B, siendo esta edición la primera en incluir tal castigo. Los descendidos fueron Unión La Calera y el extinto Cobreandino; por otro lado, los finalistas fueron Cobreloa, club que era dirigido por el uruguayo Jorge Luis Siviero y Arturo Fernández Vial, dirigidos por el también uruguayo, pero nacionalizado chileno Nelson Acosta. La final de 1986 también fue única en su tipo, ya que es la única en que el campeón se definió en un tercer partido (en la ida ganó Cobreloa por la cuenta mínima, y en la vuelta ganó Arturo Fernández Vial por 2-0). El partido definitorio se jugó en el Estadio Regional de Antofagasta, alzando al equipo naranja por primera vez como campeón de copa, tras vencer a su rival por 3-0. Todos los goles se concretaron en el tiempo de alargue. En Cobreloa destacaron leyendas del club, como Víctor Merello, Juan Covarrubias y Luis González, que hizo dos de los tres goles de la tercera final.
En 1987, el torneo nuevamente cambia de nombre, llamándose Copa LAN Chile. El formato de grupos continúa, aunque el número disminuye a ocho clubes por grupo. El sistema de descenso para los últimos de cada grupo se anula, sin embargo, los ganadores de los respectivos grupos nuevamente clasificaron a la final directamente. Por la zona norte ganó Cobresal, que tuvo como figuras a los delanteros Iván Zamorano y Rubén Martínez; mientras que por la zona sur clasificó Colo-Colo, dirigido en ese entonces por Arturo Salah. La final jugada en el Estadio Regional de Antofagasta, la ganó Cobresal por 2-0, con goles de Iván Zamorano y Sergio Salgado (quienes además de Rubén Martínez, luego estuvieron en Colo-Colo).
La versión de 1988 fue el inicio del histórico tricampeonato de Colo-Colo. El trofeo nuevamente cambia de nombre, llamándose Copa DIGEDER, y el formato de torneo incluye a los equipos del ascenso, formando 4 grupos de 10 equipos. Tras 18 largas fechas, los dos primeros clubes de cada grupo clasificaron a los cuartos de final. El campeón fue el equipo albo, que derrotó por la cuenta mínima a Unión Española en el Estadio Nacional. El único tanto fue obra de Juan Gutiérrez. El torneo de ese año estuvo marcado, por el polémico partido de semifinales, entre el equipo albo y Universidad Católica, también en el mismo recinto de Ñuñoa, que ganó el «Cacique» también por 1 a 0. Ese mismo año, también estuvo marcado, por el histórico descenso de Universidad de Chile, que era dirigida por Manuel Pellegrini.
En 1989, Colo-Colo obtendría el bicampeonato de copa, llamada ahora Copa Coca-Cola DIGEDER. El formato de torneo se mantuvo intacto, y el ganador clasificaba a la Liguilla Pre-Libertadores de 1990. En la final, el equipo colocolino derrotó a la Universidad Católica por la cuenta mínima, con gol del polaco-argentino Ricardo Dabrowski. Entre las figuras del equipo campeón, aún dirigido por Arturo Salah, destacaron el arquero argentino Daniel Morón, el defensor Lizardo Garrido, los volantes Jaime Pizarro, Raúl Ormeño y Marcelo Barticciotto y el propio Dabrowski. Ese mismo año, también se jugó la Copa de Invierno, un campeonato sin mayor nexo con la Copa Chile, cuya finalidad era mantener activos a los clubes durante el receso por Copa América y Eliminatorias. El ganador de este torneo fue Unión Española que venció en la final a Huachipato.

### Años 1990
La edición que inició la década se jugó como un torneo de apertura de temporada, iniciando en marzo y acabando en junio. El formato de torneo agrupó a todos los clubes de Primera División en dos zonas de 8 equipos, en donde los cuatro primeros de cada grupo clasificaban a cuartos de final. La fase final se jugó a partidos de resultado único, coronando a Colo-Colo como el campeón del torneo, y el primero en obtener un tricampeonato de copa (1988, 1989, 1990). El equipo albo derrotó nuevamente a la Universidad Católica en la final, ante unas 30 000 personas en el Estadio Nacional. El encuentro se definió en el alargue, tras el agónico empate del cruzado Gerardo Reinoso en el último minuto reglamentario. El título quedó en manos colocolinas gracias al gol de Javier Margas en el minuto 109 de juego. La base del equipo tricampeón, fue el mismo que al año siguiente (con el croata Mirko Jozic en el banco), ganaría la Copa Libertadores de América.
En 1991 regresan tanto el nombre como el trofeo de plata originales de la competencia, llamándose simplemente Copa Chile, tal y como se hizo en la edición de 1974. La fase de grupos distribuye a los clubes de Primera División y el ascenso en 6 grupos de 6 equipos. Se instaura la fase de octavos de final, en donde los 16 mejores equipos de la fase grupal se eliminaron en llaves de ida y vuelta, exceptuando la final que fue a partido único. El ganador fue la Universidad Católica, que tras perder las últimas dos finales de manera consecutiva finalmente pudo levantar su segunda copa, gracias al solitario gol de José Percudani. El escenario fue el Estadio Nacional y su rival fue Cobreloa, una de las escuadras más poderosas. El equipo cruzado, contaba ese año con destacados jugadores como los chilenos Patricio Toledo, Fabián Estay y Jorge Contreras y el peruano José Del Solar, quienes ese mismo año, disputaron la Copa América, que se jugó precisamente en Chile. También participaron en ese plantel cruzado, los nacionales Miguel Ponce, Nelson Parraguez y Rodrigo Barrera, quienes junto a Estay y el "Coke Contreras, formaron parte años después, del plantel de la Selección Chilena, que clasificó al Mundial de Francia 1998.
La edición de 1992 tuvo como protagonista a la Unión Española, club dirigido en ese entonces por Nelson Acosta. La final entre el club hispano y Colo-Colo se jugó en el Estadio Nacional ante 77 000 espectadores, todo un récord de asistencia. Marcelo Vega fue la figura de la final tras marcar los tres goles de su equipo. Este fue el primer título de copa, del equipo fundado por la colonia española y nada menos, que ante un equipo repleto de figuras, de la talla de Claudio Borghi, Héctor Adomaitis, Gabriel Mendoza, Lizardo Garrido, Jaime Pizarro, Patricio Yáñez y Hugo Rubio. Los hispanos en tanto, tenía importantes jugadores como Marcelo Vega, José Luis Sierra, Juan Carlos González, Juan Castillo (los 4 jugarían después, precisamente en Colo-Colo), los argentinos Carlos Prono y Mario Lucca, el uruguayo Ricardo Perdomo y el panameño Jorge Dely Valdés entre otros.
Para la versión de 1993, la fase grupal inicial se mantuvo intacta, sin embargo se instauró una nueva fase en la que los 16 mejores clubes se distribuyeron en 4 grupos de 4 equipos, una especie de segunda fase grupal. Los ganadores de estos 4 grupos clasificaron a las semifinales, que eran a partido único y en doble jornada en el Estadio Nacional. La final la jugó nuevamente el equipo hispano, liderados por un inspirado José Luis Sierra; esta vez ante Cobreloa, que en ese entonces era dirigido por José Sulantay. Con goles del propio Sierra, Marcelo Vega y José Luis Sánchez, Unión Española aseguró su primer bicampeonato de copa. El descuento del equipo loíno fue obra de Pedro Jaque.
En 1994, la copa vuelve al formato tradicional, con una fase grupal y una fase final de eliminación ida y vuelta desde los octavos de final, exceptuando la final que fue a partido único. El 24 de agosto de 1994, con Ignacio Prieto en la banca, Colo-Colo derrotó en la final del Apertura a O'Higgins en partido único jugado en el Estadio Nacional. Un empate 1 a 1 en los 90 minutos, con goles de Marcelo Vega (minuto 40) para Colo-Colo y Joel Molina (minuto 71) para los rancagüinos, gatilló la definición a penales, donde ganó el Cacique por 3-2, con goles convertidos por Miguel Ramírez, Pedro Reyes y Marco Antonio Etcheverry, además de la gran actuación del portero albo Marcelo Ramírez (que fue clave en la tanda de los penales). Colo-Colo se terminó adjudicando su noveno título de copa.
La edición de 1995 separó a los clubes de la división de honor y el ascenso en grupos distintos. De esta manera aquellos equipos de Primera División que ganaron su grupo, clasificaron de forma directa a los cuartos de final; por otro lado, los segundos lugares de los grupos de Primera División y los ganadores de los grupos del ascenso clasificaron a una segunda fase. Los ganadores de la segunda fase calificaron a cuartos de final, emparejándose con los ganadores de los grupos de Primera División. La ruta hasta la final siguió el orden regular de un torneo de eliminación. A la final llegó nuevamente Cobreloa, club dirigido en ese entonces por Jorge Garcés, y la Universidad Católica, que venía de hacer grandes campañas internacionales en la Copa Libertadores 1993 y la Copa Interamericana 1994. El campeón fue el equipo cruzado, que derrotó a los de Calama por 4-2, con grandes actuaciones de Alberto Acosta, Sebastián Rozental, Rodrigo Barrera, Mario Lepe, Néstor Gorosito, Nelson Tapia, entre otras figuras de ese plantel histórico. Esta edición de la copa fue también el primer título como entrenador de Manuel Pellegrini. La sorpresa del torneo fue Ñublense, que a pesar de jugar ese año en la Primera B, protagonizó el batacazo del torneo, al eliminar en cuartos de final al vigente campeón Colo-Colo, que ya tenía como entrenador al paraguayo Gustavo Benítez.
En 1996, tras el fallecimiento del exfutbolista y ministro de estado Eduardo Simian, se decide cambiar el nombre del trofeo en su honor. Se mantuvo el formato de grupos, aunque los cuartos de final imperiosamente tuvieron a 4 cuadros de Primera División y 4 de la Primera B. Todas las fases finales fueron a partidos de ida y vuelta, incluyendo la final. En esta edición, registró su duelo más emblemático en la fase de semifinales, en donde Colo-Colo y Universidad de Chile, se jugaron un nuevo superclásico de la Copa Chile, en una especie de final anticipada. En la semifinal de ida, el elenco azul logró derrotar a domicilio al elenco albo, que se jugó en el Estadio Monumental, en un duro y friccionado partido, que involucró incluso un altercado entre Sergio Vargas y Fernando Vergara, que terminó con ambos expulsados. En el décimo minuto de tiempo agregado, fue el argentino Cristian Traverso quien anotó en gol del triunfo. En la vuelta, Colo-Colo logró revertir la llave, luego de ganar por 2 a 0 en el Estadio Nacional, con goles de Ivo Basay mediante la vía del penal y Marcelo Espina de tiro libre. El festejo de este último, colocando su camiseta en un banderín del córner a modo de estandarte, pasó a la historia como la gran postal de la copa. En la final, el elenco albo se enfrentó a Rangers (que a pesar de jugar ese año en la Primera B, eliminó en la otra semifinal a Deportes Antofagasta), quien dio lucha en el partido de ida, que se jugó en el Estadio Fiscal de Talca con el gol de Manuel Andrade. Sin embargo, la figura de Héctor Tapia terminó por entregarle al equipo dirigido por el paraguayo Gustavo Benítez (que en ese mismo año, ganó también el Torneo Nacional), su décimo torneo de copa, tras marcar el empate en el recinto talquino y el gol del título, en la revancha jugada en el Estadio Monumental.
En 1997 no se jugó ningún torneo de copa, motivado por el cambio de formato de la Primera División, de anual a semestral. En la edición de 1998 la competencia cambia su nombre a Copa Apertura, siendo exclusiva para los equipos de la división de honor. El formato de torneo tuvo una fase grupal, en la que se dividieron a los 18 clubes en 4 grupos de 4 equipos, en donde los ganadores de cada grupo clasificaron a las semifinales. A la final clasificó Universidad de Chile, que mantuvo en sus filas a varios jugadores históricos de la década, como el caso de Luis Musrri, Sergio Vargas, Esteban Valencia y el goleador Pedro González. El rival fue Audax Italiano, dirigido en ese entonces por Oscar Malbernat. Entre los pilares del equipo floridano, destacaron Marcelo Zunino, Alejandro Carrasco, Daniel Morón y el paraguayo Carlos Guirland (que fichó ese año por los audinos). En la final de ida, ambos clubes empataron a 1 gol en Estadio Nacional, con tantos de Esteban Valencia y Alejandro Carrasco, este último, condecorado como goleador del torneo con 5 dianas. En el partido de vuelta, jugado en el Estadio Santa Laura, el elenco azul sacó ventaja en el inicio del partido con goles del propio Valencia y el colombiano Edison Mafla antes de los 10 minutos de juego. Este fue el segundo título de copa de los universitarios.
En 1999 no se jugó ningún torneo de copa, por causa del exhaustivo calendario de la Primera División (44 fechas).

### Años 2000
La edición 2000 tuvo el mismo formato de grupos que su antecesora. En semifinales se enfrentaron nuevamente Colo-Colo y Universidad de Chile; mientras que en la otra llave se enfrentaron Cobreloa y un sorprendente Santiago Morning, este último dirigido por Sergio Nichiporuk. En el superclásico ganó el elenco azul por 3-1, con grandes actuaciones de Pedro González y Rodrigo Barrera. En la otra llave, los bohemios vapulearon por 4 a 0 a Cobreloa (que dio el golpe de los fichajes de ese año, ya que fichó al seleccionado hondureño Eduardo Bennett), con tantos de Juan Carreño, Manuel Ibarra, Francisco Arrué, y quien sería goleador del certamen con 7 goles, Fernando Martel. La final, jugada en el Estadio Nacional, fue un partido muy parejo, que de manera dramática se definió en el epílogo del tiempo de alargue, tras el gol de Clarence Acuña en el minuto 118. En el tiempo reglamentario los equipos empataron a un gol, marcando Fernando Martel para los bohemios y el propio Acuña para los laicos. Este fue el tercer título de copa de la Universidad de Chile.
Entre los años 2001 y 2002, la administración dirigida por Reinaldo Sánchez, promueve un cambio total del formato de torneo de la Primera División, pasando de un torneo anual a dos torneos semestrales, emulando lo hecho en el Fútbol Argentino. La Copa Chile fue excluida, ya que no tuvo cabida, en este nuevo marco de competencias. La copa tampoco se realizó entre los años 2003 y 2007.
En abril de 2008, la administración de Harold Mayne-Nicholls, promueve el retorno del torneo de copa, lo cual es aprobado por el consejo de presidente de la ANFP. En julio de 2008, se instaura oficialmente la Copa Chile, con un formato europeo de eliminación, en donde se incluyen a clubes de la Tercera División y de la ANFA, como principal novedad. Otro cambio significativo fue el de los premios, ya que a partir de esta edición, los campeones ganarían cupos internacionales, precisamente para la Copa Sudamericana.
La edición de 2008/09, fue la primera versión de la copa en iniciar y terminar en temporadas distintas, esto último provocado por un receso válido por la postemporada del Torneo de Clausura 2008. Una vez terminado dicho torneo, se jugó una fase final – también llamada torneo de verano – en los primeros meses del año 2009. Tras un largo proceso eliminatorio, los clubes que disputaron la final fueron la Universidad de Concepción y el sorprendente Deportes Ovalle, club militante de la Tercera División, que se hizo fama de mata gigantes tras eliminar a clubes como Colo-Colo y Huachipato. La inédita final se jugó en el Estadio Francisco Sánchez Rumoroso ante 18000 espectadores, en su mayoría simpatizantes del equipo del Limarí. Sin embargo, fue el equipo penquista quien ganó su primer título oficial tras vencer por 2-1 a su rival, con tantos de Gabriel Vargas y Julio César Laffatigue. El gol de Deportes Ovalle fue obra de Diego Cuéllar, una de las figuras de la campaña junto al arquero Carlos Lemus. En esta edición, solo se entregó medio cupo internacional al campeón, instancia en que la Universidad de Concepción cayó ante la Universidad de Chile, equipo que obtuvo el otro medio cupo.
En 2009 se mantiene el formato de eliminación directo, a un partido, en donde el rival de menor división siempre es local. El premio al ganador pasa a ser un cupo directo a la Copa Sudamericana. Una cantidad de equipos considerable no le tomó la importancia necesariamente al torneo, enviando alineaciones alternativas, lo que significó la prematura eliminación de varios clubes tradicionales. Al partido final, que también se jugó en una cancha neutral, clasificaron Unión San Felipe y Municipal Iquique. El equipo aconcagüino, militante de la Primera B, de que la cual era líder y campeón indiscutido, derrotó a diversos clubes de Primera División, incluyendo a Unión Española, Colo-Colo y al campeón vigente Universidad de Concepción. Municipal Iquique fue la otra cara de la moneda, siendo un club de la división de honor ya descendido de forma matemática. La final se jugó en el Estadio Elías Figueroa de Valparaíso, ante más de 5000 sanfelipeños y unos 300 iquiqueños que vieron como Unión San Felipe se consagró campeón sin mayor dificultad tras vencer a los nortinos por un expresivo 3-0. Los goles del título fueron obra del goleador del torneo, Ángel Vildozo, que marcó un doblete, y Daniel Briceño en el último minuto de juego. Este fue el primer título de Copa Chile para Unión San Felipe quien ya ostentaba un título como campeón del campeonato oficial de primera división del año 1971.

### Años 2010

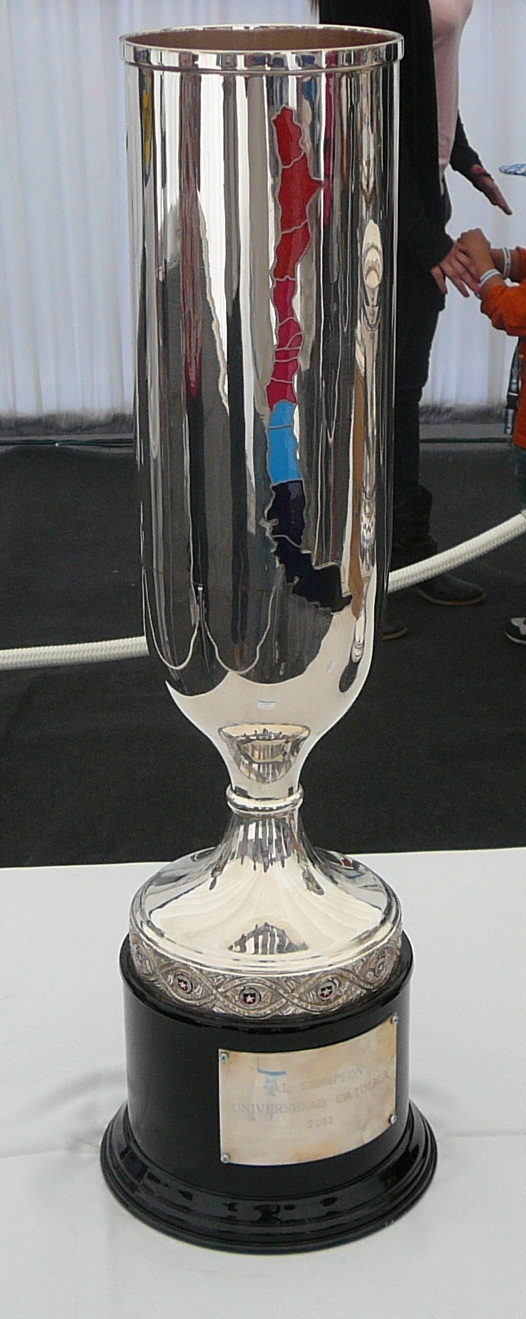
Réplica de la Copa Chile perteneciente a Universidad Católica, campeón del año 2011.

En conmemoración al Bicentenario del país, la edición de 2010 pasó a llamarse Copa Chile Bicentenario. El formato de torneo se mantuvo, aunque el premio aumentó a un cupo y medio para la Copa Sudamericana 2011, en donde el campeón clasificó directamente y el subcampeón obtuvo un medio cupo. La final la jugó nuevamente Deportes Iquique, equipo que recuperó su nombre original justo antes de jugar el partido definitorio, ante Deportes Concepción, institución que nunca había destacado en el certamen copero. El equipo nortino, aun estando en el ascenso, logró un rendimiento que le hizo ganar todos los torneos que jugó esa temporada, mientras que los penquistas no tuvieron mayor protagonismo en la Primera B. Pese a ello, jugadores como el colombiano Hamilton Ricard, el brasileño Nasa, el argentino Carlos Kletnicki y Patricio Almendra dieron cuenta de varios clubes de primera en la ruta copera del elenco lila. La final se jugó en el Estadio Francisco Sánchez Rumoroso, decretando campeón a Deportes Iquique, que tuvo que extender el partido a los lanzamientos penales. En el tiempo reglamentario, marcaron el colombiano Hamilton Ricard para Deportes Concepción y Álvaro Ramos para Deportes Iquique. En los penales, la gran figura fue el arquero paraguayo Cristián Limenza, quien le tapó el último tiro penal a Alexis Salazar. Este fue el segundo título de copa para los iquiqueños, tras 30 años de sequía.
En la edición 2011, la copa sufre un brutal cambio de formato. Para definir a los 8 mejores equipos se efectúa una interminable tabla de posiciones de 36 clubes, lo que terminó por generar confusión y desinterés en el torneo hasta la fase final. En los partidos definitorios – todos de ida y vuelta – destacó nuevamente un club del ascenso, Magallanes, marcando una tendencia copera para con los clubes militantes de esta división. Tras 73 años sin disputar un título, el equipo carabelero jugó la final frente a la Universidad Católica, aun cuando se encontraba con un serio riesgo de descender a la Tercera División. En la final de ida, Magallanes dio el golpe tras vencer como visitante al elenco cruzado, con gol de Paulo Cárdenas. En la final de vuelta, jugada en el Estadio Santa Laura, el equipo dirigido en ese entonces por Mario Lepe logró revertir el resultado en los últimos minutos de juego tras un agónico gol de Daúd Gazale, forzando los lanzamientos penales. Universidad Católica sacó ventaja en los tiros finales, derrotando 4-2 a los albicelestes, que tuvieron en sus filas a Claudio Latorre, el goleador del torneo. Este fue el cuarto título de copa del elenco universitario.
En 2012 el fútbol chileno modifica su calendario de competencias, pasando a una calendarización concordante con las ligas europeas. Esta transición de torneos forzó a que la edición 2012/13 iniciara en junio de 2012 y terminara en mayo de 2013. El formato de torneo sufre otro cambio radical, emulando el que se utiliza en la Liga de Campeones de la UEFA, con una fase preliminar, una fase de 8 grupos de 4 equipos (donde clasifican los 2 primeros de cada grupo), para dar paso a una fase de eliminación de ida y vuelta desde los octavos de final. La gran final sería a partido único, en una sede neutral. En la fase final se dio la coincidencia de que llegaron Universidad Católica, Unión Española, Cobreloa y Universidad de Chile, los mismos clubes que disputaban el título del Torneo de Transición. Tras dos semifinales muy peleadas, fueron las universidades quienes se impusieron, dando vida a un inédito clásico universitario en la final, jugada en el Estadio Germán Becker de Temuco. Ante 16500 espectadores, Universidad de Chile derrotó a la Universidad Católica, que ostentaba ser el campeón vigente, en un dramático partido que se definió en el minuto 91 de juego con un gol del argentino Juan Ignacio Duma. Los otros tantos fueron obra de Isaac Díaz para los azules e Ismael Sosa para los cruzados. Este fue el cuarto título de copa para la Universidad de Chile, que obtuvo su pase a la Copa Sudamericana del 2013 tras esta victoria. Los goleadores de esta edición fueron Matías Donoso, delantero del extinto Unión Temuco y Diego de Gregorio, goleador de Barnechea, ambos con 8 goles.
En la edición 2013/14, la final la jugaron dos equipos de provincia: Deportes Iquique y Huachipato. Las motivaciones de ambos clubes fueron muy distintas, ya que mientras los nortinos buscaban entregarle una alegría a su ciudad devastada por un terremoto, los sureños tenían su mente puesta en salvar la categoría. El partido se jugó en el Estadio Monumental, declarando campeón a los 'dragones celestes' que vencieron por 3-1, con tantos de Manuel Villalobos, un autogol de Nicolás Crovetto y la lápida de César Pinares cuando ya terminaba el encuentro. El descuento de Huachipato fue obra de Francisco Arrué desde el punto penal. Este fue el tercer título de copa del elenco iquiqueño, el primero de Jaime Vera como entrenador y aquel que les dio por primera vez la oportunidad de disputar la Supercopa de Chile. El goleador del torneo - con 8 goles - fue el volante argentino Rodrigo Díaz, también perteneciente a las filas de Deportes Iquique.
La edición 2014-15 fue el escenario del bicampeonato de la Universidad de Concepción. Los penquistas, dirigidos por Ronald Fuentes, volvieron a coronarse tras seis años de sequía, esta vez frente al difícil Palestino de Pablo Guede, que en ese entonces jugaba la Copa Libertadores. La final se jugó en el Estadio Fiscal de Talca. El partido terminó en un emocionante 3-2, con un Palestino que nunca supo abrir el impecable cerrojo defensivo de la Universidad de Concepción, que tempranamente se quedó con un hombre menos. Los tantos del elenco auriazul fueron obra de Paulo Díaz (autogol), del histórico Gabriel Vargas - quien hizo un gol de media cancha - y de Fernando Manríquez cuando ya el partido terminaba. La emoción la puso el elenco tetracolor que en los últimos diez minutos hizo dos goles: Jorge Guajardo a los 81' y Diego Chaves a los 89'. Los seis minutos de tiempo adicional no fueron suficientes para que los capitalinos forzaran los penales, y la copa se quedó finalmente con el club penquista. De esta manera, la Universidad de Concepción logró su segundo título de copa y una nueva clasificación a la Copa Sudamericana, de la cual no participaba desde el 2004. El goleador del torneo fue el atacante Pedro Muñoz, perteneciente al equipo campeón; que además compartió el podio junto al paraguayo Carlos González de Magallanes, ambos con 8 goles.
La edición 2015 de la competencia, fue el escenario de la final soñada entre los 2 equipos más importantes de Chile, Colo Colo y Universidad de Chile, cuya final se disputó en el Estadio Bicentenario La Portada de La Serena. Tras empatar 1-1 en los 90 minutos reglamentarios (anotaron Mathías Corujo para Universidad de Chile y Luis Pedro Figueroa para Colo Colo), los 2 equipos archienemigos tuvieron que definir la final, a través de la definición a penales, donde el equipo universitario ganó por 5-3. Pese a perder la final de la Copa Chile, ante su clásico archienemigo, Colo Colo se cobró revancha días después, al coronarse campeón del Torneo de Apertura 2015, superando por un punto a Universidad Católica, en una accidentada última fecha. Además, Colo Colo obtuvo el premio de consuelo, porque su gran goleador Esteban Paredes, terminó siendo el goleador del certamen, con 7 anotaciones, compartiendo ese honor con Felipe Mora de Audax Italiano y el argentino Juan Muriel Orlando de Deportes Copiapó (equipo que fue eliminado precisamente por Colo Colo, en los cuartos de final).
La edición 2016 de la competencia, estuvo marcada por el accidente que sufrió el Chapecoense de Brasil, que viajaba a Colombia, para jugar la final de ida de la Copa Sudamericana 2016, ante el Atlético Nacional del país cafetero, razón por la cual los clubes Colo Colo, Universidad Católica, Audax Italiano y Everton, que disputaban las semifinales de la Copa Chile, rindieron un homenaje al equipo brasileño, tanto en el Estadio Monumental (donde se enfrentaban albos y cruzados) como en el Estadio Bicentenario de La Florida (donde se enfrentaban audinos y ruleteros). La final se disputó el 14 de diciembre de 2016 en el Estadio Nacional, Colo-Colo derrotó por 4 a 0 a Everton y conquistó su undécima Copa Chile, después de 20 años de sequía. A partir de esa edición, el campeón de cada edición de la Copa Chile, clasificaba como Chile 4, a la Copa Libertadores de América del siguiente año.
La edición 2017 mantuvo el formato definido el torneo anterior en los cuales destacó la participación de Iberia de Los Ángeles luego de vencer al campeón vigente Colo Colo y avanzar hasta cuartos de final, instancia en la que sería vencida por Santiago Wanderers. Precisamente el conjunto caturro terminaría siendo el campeón de esta edición, luego de vencer de manera categórica en la final jugada en el Ester Roa Rebolledo de Concepción - sede de la final por primera vez - a Universidad de Chile por 3 goles a 1 obteniendo su tercer título, 56 años después de su último éxito obtenida en 1961 y obtuvo el Chile 3 para la Copa Libertadores 2018. En tanto los azules perdieron su primera final en este torneo luego de 5 éxitos. Lo más extraño es que semanas después, de ganar esa edición de la Copa Chile, Santiago Wanderers sufrió el descenso a la Primera B, tras perder por penales ante Unión La Calera, en la revancha de la Promoción.
La edición 2018 conservó el formato de eliminación directa, presentándose como única novedad que la final se disputase a doble partido. El campeón fue Palestino, que derrotó por un global de cuatro goles contra dos a Audax Italiano en los encuentros definitorios del 10 y 17 de noviembre de 2018, conquistando así su tercer título y cortando una sequía de 41 años sin ganar el certamen. El equipo árabe tenía como su principal figura a Luis Jiménez, que fue clave en la final ante los audinos.
La edición 2019 estuvo marcada por el estallido social, el que motivó que el certamen no pudiese terminar en 2019, debiendo disputarse las semifinales y final en enero de 2020. El encuentro definitorio, se disputó el 22 de enero de 2020, en el Estadio Germán Becker de Temuco, entre Colo-Colo y Universidad de Chile, quienes reeditaban la final de la edición edición 2015, resultando vencedor esta vez el "Cacique", que derrotó a su archirrival por 2-1, tomándose revancha seis años después y conquistando su duodécima Copa Chile. El "Cacique" también obtuvo el premio del máximo goleador del torneo, gracias a que Javier Parraguez lideró la tabla de goleadores con 5 goles. El equipo albo, que antes de derrotar a su máximo archienemigo en la final, derrotó en semifinales por penales y en el mismo estadio, a su otro archirrival la Universidad Católica. Precisamente en el duelo entre albos y cruzados, se estrenó oficialmente el uso del VAR en Chile.

### Años 2020
Debido a la pandemia mundial de Covid-19, la edición 2020 de la Copa Chile fue suspendida, reanudándose la disputa de este tradicional certamen criollo en la edición 2021, la cual mantuvo el formato de eliminación de los últimos años con la participación de los 45 equipos de las categorías profesionales de la ANFP (Primera División, Primera B y Segunda División Profesional). El campeón fue Colo-Colo, que dirigida por Gustavo Quinteros y de la mano de jugadores destacados como Brayan Cortés, Óscar Opazo, Maximiliano Falcón, Emiliano Amor, Gabriel Suazo, Leonardo Gil, Gabriel Costa y Pablo Solari entre otros, derrotó por 2-0 al sorpresivo pero irregular equipo de Everton, en la final disputada en el Estadio Fiscal de Talca (el mismo estadio en que meses antes, el "Cacique" se salvó del descenso), adjudicándose su decimotercer trofeo de la Copa Chile y convirtiéndose en bicampeón de la competición. El "Cacique" también obtuvo el premio del máximo goleador del torneo, por segundo año consecutivo, gracias a que Iván Morales lideró la tabla de goleadores con 5 goles, seguido de su compañero de equipo, el argentino Pablo Solari (figura en la final) con 4 goles.
La edición 2022 mantuvo el formato eliminatorio, teniendo como novedad la invitación a equipos de Tercera B y campeones amateur regionales, pero la falta de infraestructura, hizo que algunos de ellos fueran descalificados, haciendo desprolija la disputa de la primera fase. Pese a lo anterior, el torneo se desarrolló con normalidad desde la segunda ronda, destacando la eliminación del bicampeón Colo-Colo en octavos de final, a manos de Ñublense, como extensión de la disputa de ambos equipos, por la corona del torneo nacional 2022 y un accidentado Clásico Universitario, que terminó en favor de Universidad de Chile, que a su vez peleaba el descenso. La final fue jugada por Unión Española y Magallanes en un repleto Estadio El Teniente de Rancagua (partido en que marcó además, el retiro del arbitraje de Roberto Tobar) y luego de un intenso empate 2-2 el título se decidió en favor del Manojito de Claveles por 7-6 en la tanda de penales. De esta manera, los hispanos perdieron su primera final y fallaron el intento de lograr su tercer título, mientras Magallanes logró su primera corona en su segunda final, semanas después de coronarse campeón de la Primera B 2022 y volver a la Primera División, luego de 36 años de ausencia, rompiendo además una racha de 84 años sin títulos oficiales, además de clasificar a la Copa Libertadores de América, por segunda vez en su historia.
La edición 2023 contó con los equipos de Primera, Primera B, Segunda y Tercera División A y B, además de equipos regionales de la ANFA. La principal novedad fue el cambio de formato que dividió la copa en dos fases, la fase regional (que a su vez se dividió en cuatro fases) y fase nacional. Después de dejar en el camino a Santiago City, Unión La Calera, Palestino, Universidad Católica y Cobreloa (equipo que luego sería campeón de la Primera B), Colo-Colo llegó a la final nacional del 13 de diciembre de 2023, en el Estadio Tierra de Campeones de Iquique, venciendo por 3-1 al vigente campeón del torneo, Magallanes y logrando así su 14° título de la Copa Chile. De este modo, el Cacique sacó una diferencia de 9 campeonatos a Universidad de Chile, el segundo equipo más ganador del torneo y además, se tomó venganza del rival que a inicios de año, le arrebató la Supercopa por penales.
En la edición 2024, se mantuvo el formato del año anterior, sin embargo el desarrollo de esta se estanco en la Zona Sur debido a la polémica de Presidente Ibañez de Punta Arenas, quien no iba a presentarse a jugar ante Huachipato y pese a que la ANFP, inicialmente declaró ganador al cuadro acerero, un recurso de protección forzó la realización del partido en cuestión, retrasando la definición de esta zona; en el plano deportivo, la final disputada en el Estadio Nacional, la disputaron Universidad de Chile y Ñublense, siendo el gol de Charles Aránguiz quien decantó la definición del lado del cuadro laico, quien festejo su sexta Copa Chile y su primer título en 7 años, dejando atrás un periodo oscuro, en la que rozó con el descenso a la Primera B y que en este mismo año, lo tuvo peleando palmo a palmo el Torneo Nacional, ante su archirrival Colo-Colo, pero que el título del Torneo Nacional, se la adjudicó el equipo albo, comandado por el entrenador argentino Jorge Almirón.

## Cobertura mediática
Actualmente, la transmisión televisiva en vivo de la Copa Chile Easy está a cargo de la cadena TNT Sports (en el canal TNT Sports Premium), que transmite los partidos en vivo y en directo (el canal TNT Sports los transmite en diferido). En el extranjero, TNT Sports Argentina transmite los partidos más destacados (incluyendo la final), y el servicio de streaming Estadio TNT Sports transmite los partidos en todo el mundo.
Estaciones radiales como ADN, Agricultura, Cooperativa, Bío Bío, La Clave, Tele13 Radio, Portales de Santiago, Universidad de Chile, Santiago N.A.Sports y numerosas otras emisoras regionales, se encargan de la radiodifusión de los partidos.
En Internet, el portal Cooperativa.cl tiene la exclusividad para subir a su plataforma los goles del torneo, esto tras ganar una licitación de TNT Sports.

## Patrocinios
| Período       | Patrocinador         |
| ------------- | -------------------- |
| 1979-1985     | Polla Gol            |
| 1986          | Polla-Lan Chile      |
| 1987          | Lan Chile            |
| 1988 y 1990   | DIGEDER              |
| 1989          | Coca-Cola-DIGEDER    |
| 1991-2011     | Sin Patrocinios      |
| 2012-2020     | MTS                  |
| 2021-2023     | Easy                 |
| 2024-presente | Coca-Cola Sin Azúcar |

## Los trofeos

### Copa Chile
La copa que está hecha de pura plata maciza, pesa ocho kilos y mide un metro veinte centímetros, de diseño longilíneo para poder incluir el mapa de Chile, el que fue confeccionado con piedras de diversos colores tallados en ágatas, ónix y lapislázuli, siendo cuatro los mapas que rodean el contorno de la copa.
Para bajar los costos la Asociación Central de Fútbol (ACF) compró los materiales (plata y piedras) directamente a la Sociedad Nacional de Minería. Su fabricación demoró casi un mes y fue la Fábrica de Platería de Hernán Baeza Rebolledo, industria ubicada en la Comuna de San Miguel quién la confeccionó el año 1974. Una particularidad del trofeo es que su pedestal tiene un número ya establecido de placas para homenajear a los campeones, y cada placa tiene espacio para anotar 3 consagraciones para 1 equipo (Ej: Santiago Wanderers 1959-1961-2017), con lo cual se subsana el problema de espacio que pueda tener el pedestal y que lo haría alargar antiestéticamente para añadir más placas.
El campeón es poseedor temporal de la copa, que debe ser devuelta cada inicio de temporada, pero puede dejar constancia de su título mediante una pequeña lámina de plata en la base de este trofeo.

### Copa Polla Gol
Entre los años 1979 y 1985, en siete Torneos “Copa Chile” el trofeo disputado fue la Copa Polla Gol, copa hecha de plata fina, con un peso cercano a los diez kilos, mide noventa centímetros de altura, sin base, tiene un diámetro de 45 centímetros y una capacidad de 45 litros.
Su fabricación demoró quince días, cincelada a mano, fue creada por los plateros Hernán Baeza y Cía. Ltda. y confeccionada con la intervención de 10 operarios. Es un modelo original no fabricado con anterioridad en Chile.
Este trofeo se lo adjudicó en forma definitiva Colo-Colo al ganar tres veces el campeonato, los años 1981, 1982 y 1985. Le fue entregado al capitán del club albo Leonel Herrera por el gerente de la Polla Chilena de Beneficencia en las oficina de esta institución.

### Copa Polla LAN Chile
Luego de que Colo-Colo se adjudicó en propiedad el trofeo de la Polla Gol, la edición de 1986 del torneo otorgó como premio un nuevo trofeo, patrocinado por la misma Polla Gol y por LAN Chile, el cual, fue obtenido por Cobreloa, luego de haber vencido por 3-0 a Fernández Vial en el Estadio Regional de Antofagasta.
La copa era similar al del campeonato nacional de 1985, que ganó el mismo Cobreloa, sin embargo, tras las celebraciones de obtención del título, el trofeo se perdió, existiendo únicamente unos pocos registros fotográficos en los que se vio al plantel de jugadores con éste, de manera que, a la fecha, el club no lo posee materialmente en sus vitrinas.

## Campeonatos por temporada
Esta tabla muestra los principales resultados de la fase final de cada Copa Chile.
| 1958      | Colo-Colo (1)                                     | 2–2                                               | Universidad Católica                              | Nacional de Santiago                                                    |                                                   |               |
| 1959      | Santiago Wanderers (1)                            | 5–1                                               | Deportes La Serena                                | Nacional de Santiago                                                    |                                                   |               |
| 1960      | Deportes La Serena (1)                            | 4–1                                               | Santiago Wanderers                                | La Portada de La Serena                                                 |                                                   |               |
| 1961      | Santiago Wanderers (2)                            | 1–2 / 2–0                                         | Universidad Católica                              | Municipal de Valparaíso / Independencia de Santiago                     |                                                   |               |
| 1962      | Luis Cruz Martínez (1)                            | 2–1                                               | Universidad Católica                              | Independencia de Santiago                                               |                                                   |               |
| 1963-1973 | No se disputó                                     | No se disputó                                     | No se disputó                                     | No se disputó                                                           | No se disputó                                     |               |
| 1974      | Colo-Colo (2)                                     | 3–0                                               | Santiago Wanderers                                | Nacional de Santiago                                                    |                                                   |               |
| 1975      | Palestino (1)                                     | 4–0                                               | Lota Schwager                                     | Nacional de Santiago                                                    |                                                   |               |
| 1976      | No se disputó                                     | No se disputó                                     | No se disputó                                     | No se disputó                                                           | No se disputó                                     |               |
| 1977      | Palestino (2)                                     | 4–3                                               | Unión Española                                    | Nacional de Santiago                                                    |                                                   |               |
| 1978      | No se disputó                                     | No se disputó                                     | No se disputó                                     | No se disputó                                                           | No se disputó                                     |               |
| 1979      | Universidad de Chile (1)                          | 2–1                                               | Colo-Colo                                         | Nacional de Santiago                                                    |                                                   |               |
| 1980      | Deportes Iquique (1)                              | 2–1                                               | Colo-Colo                                         | Nacional de Santiago                                                    |                                                   |               |
| 1981      | Colo-Colo (3)                                     | 5–1                                               | Audax Italiano                                    | Nacional de Santiago                                                    |                                                   |               |
| 1982      | Colo-Colo (4)                                     | Liguilla final                                    | Universidad Católica                              | Nacional de Santiago                                                    |                                                   |               |
| 1983      | Universidad Católica (1)                          | Liguilla final                                    | O'Higgins                                         | Nacional de Santiago                                                    |                                                   |               |
| 1984      | Everton (1)                                       | 3–0                                               | Universidad Católica                              | Nacional de Santiago                                                    |                                                   |               |
| 1985      | Colo-Colo (5)                                     | 1–0                                               | Palestino                                         | Santa Laura de Santiago                                                 |                                                   |               |
| 1986      | Cobreloa (1)                                      | 1–0 / 0–2 / 3–0                                   | Fernández Vial                                    | Municipal de Concepción / Municipal de Calama / Regional de Antofagasta |                                                   |               |
| 1987      | Cobresal (1)                                      | 2–0                                               | Colo-Colo                                         | Regional de Antofagasta                                                 |                                                   |               |
| 1988      | Colo-Colo (6)                                     | 1–0                                               | Unión Española                                    | Nacional de Santiago                                                    |                                                   |               |
| 1989      | Colo-Colo (7)                                     | 1–0                                               | Universidad Católica                              | Nacional de Santiago                                                    |                                                   |               |
| 1990      | Colo-Colo (8)                                     | 3–2                                               | Universidad Católica                              | Nacional de Santiago                                                    |                                                   |               |
| 1991      | Universidad Católica (2)                          | 1–0                                               | Cobreloa                                          | Nacional de Santiago                                                    |                                                   |               |
| 1992      | Unión Española (1)                                | 3–1                                               | Colo-Colo                                         | Nacional de Santiago                                                    |                                                   |               |
| 1993      | Unión Española (2)                                | 3–1                                               | Cobreloa                                          | Nacional de Santiago                                                    |                                                   |               |
| 1994      | Colo-Colo (9)                                     | 1–1 (3-2 pen.)                                    | O'Higgins                                         | Nacional de Santiago                                                    |                                                   |               |
| 1995      | Universidad Católica (3)                          | 4–2                                               | Cobreloa                                          | Nacional de Santiago                                                    |                                                   |               |
| 1996      | Colo-Colo (10)                                    | 1–1 / 1–0                                         | Rangers                                           | Fiscal de Talca / Monumental de Santiago                                |                                                   |               |
| 1997      | No se disputó                                     | No se disputó                                     | No se disputó                                     | No se disputó                                                           | No se disputó                                     |               |
| 1998      | Universidad de Chile (2)                          | 1–1 / 2–0                                         | Audax Italiano                                    | Nacional de Santiago / Santa Laura de Santiago                          |                                                   |               |
| 1999      | No se disputó                                     | No se disputó                                     | No se disputó                                     | No se disputó                                                           | No se disputó                                     |               |
| 2000      | Universidad de Chile (3)                          | 2–1                                               | Santiago Morning                                  | Nacional de Santiago                                                    |                                                   |               |
| 2001-2007 | No se disputó                                     | No se disputó                                     | No se disputó                                     | No se disputó                                                           | No se disputó                                     | No se disputó |
| 2008      | Universidad de Concepción (1)                     | 2–1                                               | Deportes Ovalle                                   | Francisco Sánchez Rumoroso de Coquimbo                                  |                                                   |               |
| 2009      | Unión San Felipe (1)                              | 3–0                                               | Municipal Iquique                                 | Playa Ancha de Valparaíso                                               |                                                   |               |
| 2010      | Deportes Iquique (2)                              | 1–1 (4-3 pen.)                                    | Deportes Concepción                               | Francisco Sánchez Rumoroso de Coquimbo                                  |                                                   |               |
| 2011      | Universidad Católica (4)                          | 0–1 / 1–0 (4-2 pen.)                              | Magallanes                                        | San Carlos de Apoquindo de Santiago / Santa Laura de Santiago           |                                                   |               |
| 2012-13   | Universidad de Chile (4)                          | 2–1                                               | Universidad Católica                              | Germán Becker de Temuco                                                 |                                                   |               |
| 2013-14   | Deportes Iquique (3)                              | 3–1                                               | Huachipato                                        | Monumental de Santiago                                                  |                                                   |               |
| 2014-15   | Universidad de Concepción (2)                     | 3–2                                               | Palestino                                         | Fiscal de Talca                                                         |                                                   |               |
| 2015      | Universidad de Chile (5)                          | 1–1 (5-3 pen.)                                    | Colo-Colo                                         | La Portada de La Serena                                                 |                                                   |               |
| 2016      | Colo-Colo (11)                                    | 4–0                                               | Everton                                           | Nacional de Santiago                                                    |                                                   |               |
| 2017      | Santiago Wanderers (3)                            | 3–1                                               | Universidad de Chile                              | Ester Roa Rebolledo de Concepción                                       |                                                   |               |
| 2018      | Palestino (3)                                     | 1–0 / 3–2                                         | Audax Italiano                                    | Bicentenario de La Florida / Municipal de La Cisterna                   |                                                   |               |
| 2019      | Colo-Colo (12)                                    | 2–1                                               | Universidad de Chile                              | Germán Becker de Temuco                                                 |                                                   |               |
| 2020      | No se disputó, cancelada por la pandemia Covid-19 | No se disputó, cancelada por la pandemia Covid-19 | No se disputó, cancelada por la pandemia Covid-19 | No se disputó, cancelada por la pandemia Covid-19                       | No se disputó, cancelada por la pandemia Covid-19 |               |
| 2021      | Colo-Colo (13)                                    | 2–0                                               | Everton                                           | Fiscal de Talca                                                         |                                                   |               |
| 2022      | Magallanes (1)                                    | 2–2 (7-6 pen.)                                    | Unión Española                                    | El Teniente de Rancagua                                                 |                                                   |               |
| 2023      | Colo-Colo (14)                                    | 3–1                                               | Magallanes                                        | Tierra de Campeones de Iquique                                          |                                                   |               |
| 2024      | Universidad de Chile (6)                          | 1–0                                               | Ñublense                                          | Nacional de Santiago                                                    |                                                   |               |

## Palmarés
| Club                      | Títulos | Subtítulos | Años Campeón                                                                       | Años Subcampeón                                |
| ------------------------- | ------- | ---------- | ---------------------------------------------------------------------------------- | ---------------------------------------------- |
| Colo-Colo                 | 14      | 5          | 1958, 1974, 1981, 1982, 1985, 1988, 1989, 1990, 1994, 1996, 2016, 2019, 2021, 2023 | 1979, 1980, 1987, 1992, 2015                   |
| Universidad de Chile      | 6       | 2          | 1979, 1998, 2000, 2012, 2015, 2024                                                 | 2017, 2019                                     |
| Universidad Católica      | 4       | 8          | 1983, 1991, 1995, 2011                                                             | 1958, 1961, 1962, 1982, 1984, 1989, 1990, 2012 |
| Santiago Wanderers        | 3       | 2          | 1959, 1961, 2017                                                                   | 1960, 1974                                     |
| Palestino                 | 3       | 2          | 1975, 1977, 2018                                                                   | 1985, 2014                                     |
| Deportes Iquique          | 3       | 1          | 1980, 2010, 2013                                                                   | 2009                                           |
| Unión Española            | 2       | 3          | 1992, 1993                                                                         | 1977, 1988, 2022                               |
| Universidad de Concepción | 2       | 0          | 2008, 2014                                                                         |                                                |
| Cobreloa                  | 1       | 3          | 1986                                                                               | 1991, 1993, 1995                               |
| Everton                   | 1       | 2          | 1984                                                                               | 2016, 2021                                     |
| Magallanes                | 1       | 2          | 2022                                                                               | 2011, 2023                                     |
| Deportes La Serena        | 1       | 1          | 1960                                                                               | 1959                                           |
| Luis Cruz Martínez        | 1       | 0          | 1962                                                                               |                                                |
| Cobresal                  | 1       | 0          | 1987                                                                               |                                                |
| Unión San Felipe          | 1       | 0          | 2009                                                                               |                                                |
| Audax Italiano            | 0       | 3          |                                                                                    | 1981, 1998, 2018                               |
| O'Higgins                 | 0       | 2          |                                                                                    | 1983, 1994                                     |
| Lota Schwager             | 0       | 1          |                                                                                    | 1975                                           |
| Arturo Fernández Vial     | 0       | 1          |                                                                                    | 1986                                           |
| Rangers                   | 0       | 1          |                                                                                    | 1996                                           |
| Santiago Morning          | 0       | 1          |                                                                                    | 2000                                           |
| Deportes Ovalle           | 0       | 1          |                                                                                    | 2008                                           |
| Deportes Concepción       | 0       | 1          |                                                                                    | 2010                                           |
| Huachipato                | 0       | 1          |                                                                                    | 2013                                           |
| Ñublense                  | 0       | 1          |                                                                                    | 2024                                           |

### Títulos por región
| Región        | Títulos | Subtítulos | Clubes |
| ------------- | ------- | ---------- | --- |
| Metropolitana | 30      | 26         | Colo-Colo (14), Universidad de Chile (6), Universidad Católica (4), Palestino (3), Unión Española (2) y Magallanes (1) |
| Valparaíso    | 5       | 4          | Santiago Wanderers (3), Everton (1) y Unión San Felipe (1)                                                             |
| Tarapacá      | 3       | 1          | Iquique (3) |
| Biobío        | 2       | 4          | Universidad de Concepción (2)                                                                                          |
| Antofagasta   | 1       | 3          | Cobreloa (1) |
| Coquimbo      | 1       | 2          | Deportes La Serena (1)                                                                                                 |
| Maule         | 1       | 1          | Luis Cruz Martínez (1)                                                                                                 |
| Atacama       | 1       | 0          | Cobresal (1) |
| O'Higgins     | 0       | 2          | |
| Ñuble         | 0       | 1          | |

## Otras estadísticas

### Listado de goleadores por año
| Año     | Jugador                | Equipo                    | Goles     |
| ------- | ---------------------- | ------------------------- | --------- |
| 1958    | Adolfo Godoy           | Universidad Católica      | 7         |
| 1958    | Máximo Rolón           | Everton                   | 7         |
| 1959    | Juan Soto Mura         | Colo-Colo                 | 6         |
| 1959    | José Sulantay          | Deportes La Serena        | 6         |
| 1959    | Héctor Torres          | Magallanes                | 6         |
| 1960    | Sin datos              | Sin datos                 | Sin datos |
| 1961    | Antolín Sepúlveda      | Rangers                   | 6         |
| 1961    | Carlos Hoffmann        | Santiago Wanderers        | 6         |
| 1961    | Mario Soto             | Universidad Católica      | 6         |
| 1962    | Sin datos              | Sin datos                 | Sin datos |
| 1974    | Óscar Fabbiani         | Unión San Felipe          | 21        |
| 1975    | Alberto Hidalgo        | Palestino                 | 6         |
| 1977    | Óscar Fabbiani         | Palestino                 | 11        |
| 1979    | Luis Alberto Ramos     | Universidad de Chile      | 12        |
| 1980    | Fidel Dávila           | Deportes Iquique          | 9         |
| 1980    | Miguel Ángel Neira     | O'Higgins                 | 9         |
| 1981    | Leonardo Zamora        | Everton                   | 8         |
| 1981    | Víctor Cabrera         | San Luis                  | 8         |
| 1982    | Luis Marcoleta         | Magallanes                | 8         |
| 1982    | Severino Vasconcelos   | Colo-Colo                 | 8         |
| 1983    | Jorge Aravena          | Universidad Católica      | 23        |
| 1984    | Aníbal González        | O'Higgins                 | 11        |
| 1985    | Alfredo Núñez          | Palestino                 | 11        |
| 1985    | Luis Martínez          | Curicó Unido              | 11        |
| 1986    | Juan Carlos Letelier   | Cobreloa                  | 11        |
| 1987    | Iván Zamorano          | Cobresal                  | 13        |
| 1988    | Ramón Pérez            | Palestino                 | 17        |
| 1989    | Eric Lecaros           | Deportes Valdivia         | 16        |
| 1990    | Adrián Czornomaz       | Cobreloa                  | 13        |
| 1990    | Aníbal González        | O'Higgins                 | 13        |
| 1990    | Gerardo Reinoso        | Universidad Católica      | 13        |
| 1991    | Carlos Gustavo De Luca | O'Higgins                 | 11        |
| 1992    | Marcelo Vega           | Unión Española            | 13        |
| 1993    | Cristián Montecinos    | Deportes Temuco           | 15        |
| 1994    | Marcelo Salas          | Universidad de Chile      | 12        |
| 1994    | Alejandro Glaría       | Cobreloa                  | 12        |
| 1995    | Alberto Acosta         | Universidad Católica      | 10        |
| 1996    | Hermes Navarro         | Magallanes                | 9         |
| 1998    | Alejandro Carrasco     | Audax Italiano            | 5         |
| 2000    | Fernando Martel        | Santiago Morning          | 7         |
| 2008    | Lucas Barrios          | Colo-Colo                 | 4         |
| 2008    | Manuel Neira           | Unión Española            | 4         |
| 2008    | Gamadiel García        | Huachipato                | 4         |
| 2009    | Ángel Vildozo          | Unión San Felipe          | 5         |
| 2010    | Matías Jara            | Huachipato                | 9         |
| 2011    | Claudio Latorre        | Magallanes                | 7         |
| 2011    | Paolo Frangipane       | Huachipato                | 7         |
| 2012-13 | Matías Donoso          | Unión Temuco              | 8         |
| 2012-13 | Diego de Gregorio      | Barnechea                 | 8         |
| 2013-14 | Rodrigo Díaz           | Deportes Iquique          | 8         |
| 2014-15 | Carlos González        | Magallanes                | 8         |
| 2014-15 | Pedro Muñoz            | Universidad de Concepción | 8         |
| 2015    | Esteban Paredes        | Colo-Colo                 | 7         |
| 2015    | Felipe Mora            | Audax Italiano            | 7         |
| 2015    | Juan Muriel Orlando    | Deportes Copiapó          | 7         |
| 2016    | Esteban Paredes        | Colo-Colo                 | 8         |
| 2017    | Jorge Ortega           | Huachipato                | 6         |
| 2018    | Lucas Simón            | Cobreloa                  | 6         |
| 2018    | Gustavo Lanaro         | Deportes Valdivia         | 6         |
| 2019    | Javier Parraguez       | Colo-Colo                 | 5         |
| 2021    | Iván Morales           | Colo-Colo                 | 5         |
| 2022    | Fernando Zampedri      | Universidad Católica      | 6         |
| 2022    | Leandro Garate         | Unión Española            | 6         |
| 2023    | Rodrigo Auzmendi       | San Marcos de Arica       | 5         |
| 2023    | Carlos Palacios        | Colo-Colo                 | 5         |
| 2024    | Julián Brea            | Huachipato                | 6         |
| 2024    | Diego Coelho           | Cobresal                  | 6         |

### Listado de entrenadores campeones
| Año     | Entrenador               | Equipo                    |
| ------- | ------------------------ | ------------------------- |
| 1958    | Hugo Tassara             | Colo-Colo                 |
| 1959    | José Pérez               | Santiago Wanderers        |
| 1960    | Francisco Villegas       | Deportes La Serena        |
| 1961    | José Pérez               | Santiago Wanderers        |
| 1962    | Ovidio Casartelli        | Luis Cruz Martínez        |
| 1974    | Luis Álamos              | Colo-Colo                 |
| 1975    | Caupolicán Peña          | Palestino                 |
| 1977    | Fernando Riera           | Palestino                 |
| 1979    | Fernando Riera           | Universidad de Chile      |
| 1980    | Ramón Estay              | Deportes Iquique          |
| 1981    | Pedro García             | Colo-Colo                 |
| 1982    | Pedro García             | Colo-Colo                 |
| 1983    | Ignacio Prieto           | Universidad Católica      |
| 1984    | Fernando Riera           | Everton                   |
| 1985    | Pedro García             | Colo-Colo                 |
| 1986    | Jorge Luis Siviero       | Cobreloa                  |
| 1987    | Manuel Rodríguez Araneda | Cobresal                  |
| 1988    | Arturo Salah             | Colo-Colo                 |
| 1989    | Arturo Salah             | Colo-Colo                 |
| 1990    | Arturo Salah             | Colo-Colo                 |
| 1991    | Vicente Cantatore        | Universidad Católica      |
| 1992    | Nelson Acosta            | Unión Española            |
| 1993    | Nelson Acosta            | Unión Española            |
| 1994    | Ignacio Prieto           | Colo-Colo                 |
| 1995    | Manuel Pellegrini        | Universidad Católica      |
| 1996    | Gustavo Benítez          | Colo-Colo                 |
| 1998    | Roberto Hernández        | Universidad de Chile      |
| 2000    | César Vaccia             | Universidad de Chile      |
| 2008    | Jorge Pellicer           | Universidad de Concepción |
| 2009    | Roberto Mariani          | Unión San Felipe          |
| 2010    | José Cantillana          | Deportes Iquique          |
| 2011    | Mario Lepe               | Universidad Católica      |
| 2012-13 | Darío Franco             | Universidad de Chile      |
| 2013-14 | Jaime Vera               | Deportes Iquique          |
| 2014-15 | Ronald Fuentes           | Universidad de Concepción |
| 2015    | Martín Lasarte           | Universidad de Chile      |
| 2016    | Pablo Guede              | Colo-Colo                 |
| 2017    | Nicolás Córdova          | Santiago Wanderers        |
| 2018    | Ivo Basay                | Palestino                 |
| 2019    | Mario Salas              | Colo-Colo                 |
| 2021    | Gustavo Quinteros        | Colo-Colo                 |
| 2022    | Nicolás Núñez            | Magallanes                |
| 2023    | Gustavo Quinteros        | Colo-Colo                 |
| 2024    | Gustavo Álvarez          | Universidad de Chile      |

### Entrenadores con más títulos
| Veces | Entrenador        | Equipos                                    |
| ----- | ----------------- | ------------------------------------------ |
| 3     | Arturo Salah      | Colo-Colo                                  |
| 3     | Pedro García      | Colo-Colo                                  |
| 3     | Fernando Riera    | Palestino - Universidad de Chile - Everton |
| 2     | José Pérez        | Santiago Wanderers                         |
| 2     | Ignacio Prieto    | Universidad Católica - Colo-Colo           |
| 2     | Nelson Acosta     | Unión Española                             |
| 2     | Gustavo Quinteros | Colo-Colo                                  |

### Campeones consecutivos
| Tricampeonatos | Tricampeonatos | Tricampeonatos   | Tricampeonatos |
| Club           | Veces          | Años campeón     |                |
| -------------- | -------------- | ---------------- | -------------- |
| Colo-Colo      | 1              | 1988, 1989, 1990 |                |

| Bicampeonatos        | Bicampeonatos | Bicampeonatos           | Bicampeonatos |
| Club                 | Veces         | Años campeón            |               |
| -------------------- | ------------- | ----------------------- | ------------- |
| Colo-Colo            | 2             | 1981, 1982 – 2019, 2021 |               |
| Palestino            | 1             | 1975, 1977              |               |
| Unión Española       | 1             | 1992, 1993              |               |
| Universidad de Chile | 1             | 1998, 2000              |               |

## Competiciones complementarias a la Copa Chile

### Campeonato de Apertura de la Segunda División de Chile
En algunas temporadas, la Copa Chile se disputó sólo incluyendo equipos de la Primera División. En estos casos, se disputaba una copa separada para la Segunda División, llamada Copa de Apertura de Segunda División (podía tener otros nombres comerciales, como en el 87, que se llamó Copa LAN Chile).

### Copa de la República 1983
Durante 1983, se debía disputar una copa local complementaria a la Copa Chile, que también se jugó regularmente con el nombre de Copa Polla Gol. Esta competencia se llamó Copa República o Copa de la República. El objetivo de este campeonato de Primera División era brindarle una bonificación de puntos al ganador para luego ser utilizados en el Campeonato Nacional. Aunque correspondía al calendario futbolístico de 1983, la Copa de la República se disputó entre el 10 de enero y 7 de marzo de 1984.
El campeón de este torneo fue Universidad Católica, que derrotó a Naval en la final por la cuenta mínima, con gol de Juan Ramón Isasi. El equipo cruzado fue el primer equipo en lograr un doblete con dos torneos de copa, debido a que anteriormente había obtenido la Polla Gol 1983.
De esta manera, Universidad Católica ganó 2 puntos de bonificación, mientras que Naval, el finalista, e Iquique y Santiago Wanderers, los otros 2 semifinalistas, obtuvieron 1 punto de bonificación para el Torneo Oficial.
| Temporada | Campeón              | Subcampeón | Resultado | Nombre de Trofeo |
| 1983      | Universidad Católica | Naval      | 1:0       | Copa República   |

#### Títulos por equipo
| Institución          | Campeón | Subcampeón | Temporadas |
| Universidad Católica | 1       | 0          | 1983       |
| Naval                | 0       | 1          | -          |

### Copa de Invierno 1989
La Copa Invierno de 1989 fue un campeonato disputado durante el receso que tuvo la Liga Chilena debido a la participación del seleccionado nacional en la Copa América de Brasil y posteriormente para enfrentar las Eliminatorias para el Mundial de Italia 1990, ante Venezuela y Brasil. Esta situación motivó a la Asociación Central de Fútbol en conjunto con los clubes de Primera División a organizar un campeonato que mantuviese activo a los equipos durante este receso.
El formato de campeonato distribuyó a los 16 equipos de Primera División en 4 grupos de 4 equipos, donde los ganadores de cada grupo clasificarían a la siguiente ronda, para luego eliminarse de manera directa. El campeón de este torneo fue Unión Española, que derrotó por 2-0 a Huachipato en la final jugada en el Estadio Santa Laura el 15 de agosto de 1989. Tras obtener la copa, los rojos de independencia rompieron una sequía de títulos que se arrastraba desde 1977.

Copa de Invierno 1989
"Claro, es cierto. Había apenas cuatro mil personas en las tribunas. El ambiente seguía conmocionado con el partido entre Chile y Brasil. La copa que le mostraron al público había costado nada más que 15.750 pesos y se las entregó el tesorero de la ACF, quien además era dirigente del equipo al que debieron enfrentar en la final. Pero igual lo sintieron, aunque la resonancia no fuera mucha. Y es quizás por esta mezcla que ha conformado Manuel Rodríguez Araneda para este plantel hispano 1989, donde van juntos hombres de dilatada trayectoria y muchos laureles, como Rene Valenzuela, por ejemplo"
"Otros que iban en busca de revancha, como Luis Rodríguez, Juan Gutiérrez y el mismo Ronald Yávar. Y un grupo selecto de jóvenes que busca consagrarse definitivamente en Primera, como Sierra, Espinoza, Bustos, Monje, Córdova y Cabrera. Detrás de ellos, todo un plantel, que dejó a varios "consagrados" en la banca, bastando enumerar los casos de Juan González, goleador con Cobreloa la temporada anterior; Carlos González y Artigas"
"La campaña de Unión fue difícil. Le ganó a Everton, empató en gran encuentro ante Colo Colo y perdió uno a cero con San Felipe en partido que fue observado por apenas doscientas personas. En semifinales comenzó su ascenso espectacular. Dejó en el camino a los favoritos: La Serena y Universidad Católica. Y en la final logró derrotar por dos a cero a Huachipato, con anotaciones de Sierra y Gutiérrez, demostrando la firmeza de sus postulados ofensivos. Entre los valores destacados de este equipo cabria resaltar a dos muy importantes: Luis Rodríguez, por el caudal anímico que le entregó al cuadro, restringiendo la rudeza y aportando mucho en la creación, incluso con llegadas al gol, y el gran hallazgo de José Luis Sierra, un puntero-volante de marca, creación y desborde, que tiene como elemento primordial un remate violentísimo"

"Unión, doce anos después de aquel título del 77, se reencontró con los abrazos. Y en las emocionadas palmas de sus más antiguos hinchas hubo algo así como un reencuentro con la pasión perdida. Quizá sea solo el anticipo de días que vendrán mejores"
Revista Deporte Total 22 de agosto de 1989

| Temporada | Campeón        | Subcampeón | Resultado | Nombre de Trofeo |
| 1989      | Unión Española | Huachipato | 2:0       | Copa Invierno    |

#### Títulos por equipo
| Institución    | Campeón | Subcampeón | Temporadas |
| Unión Española | 1       | 0          | 1989       |
| Huachipato     | 0       | 1          | -          |

## Tabla histórica Copa Chile
Tabla histórica del fútbol chileno según los datos de la RSSSF desde el primer torneo de Copa Chile 1958 hasta Copa Chile 2024.
|  | N.º | Club                 | Temp | P.J | P.G | P.E | P.P | G.F | G.C | Dif | Pts X3 | 1.º | 2.º | División actual  |
|  | --- | -------------------- | ---- | --- | --- | --- | --- | --- | --- | --- | ------ | --- | --- | ---------------- |
|  | 1   | Colo-Colo            | 44   | 449 | 256 | 106 | 98  | 942 | 522 | 420 | 874    | 14  | 5   | Primera División |
|  | 2   | Universidad de Chile | 44   | 435 | 216 | 116 | 100 | 753 | 472 | 281 | 764    | 6   | 2   | Primera División |
|  | 3   | Universidad Católica | 44   | 432 | 217 | 95  | 120 | 828 | 568 | 260 | 746    | 4   | 8   | Primera División |
|  | 4   | Unión Española       | 42   | 412 | 188 | 111 | 113 | 725 | 527 | 198 | 675    | 2   | 3   | Primera División |
|  | 5   | Cobreloa             | 37   | 367 | 178 | 95  | 100 | 644 | 395 | 249 | 629    | 1   | 3   | Primera B        |
|  | 6   | Palestino            | 44   | 400 | 171 | 94  | 135 | 687 | 594 | 93  | 607    | 3   | 2   | Primera División |
|  | 7   | Everton              | 40   | 352 | 151 | 87  | 113 | 574 | 492 | 82  | 540    | 1   | 2   | Primera División |
|  | 8   | O'Higgins            | 41   | 348 | 142 | 96  | 111 | 577 | 510 | 67  | 522    |     | 2   | Primera División |
|  | 9   | Huachipato           | 33   | 318 | 135 | 97  | 85  | 517 | 353 | 164 | 502    |     | 1   | Primera División |
|  | 10  | Santiago Wanderers   | 41   | 308 | 118 | 83  | 107 | 460 | 422 | 38  | 437    | 3   | 2   | Primera B        |
|  | 11  | Deportes Concepción  | 32   | 292 | 112 | 94  | 91  | 430 | 382 | 48  | 430    |     | 1   | Primera B        |
|  | 12  | Deportes Iquique     | 34   | 298 | 116 | 76  | 104 | 451 | 439 | 12  | 424    | 3   | 1   | Primera División |
|  | 13  | Audax Italiano       | 43   | 341 | 112 | 80  | 148 | 497 | 562 | -65 | 416    |     | 3   | Primera División |
|  | 14  | Magallanes           | 38   | 306 | 112 | 73  | 120 | 460 | 451 | 9   | 409    | 1   | 2   | Primera B        |
|  | 15  | Cobresal             | 29   | 252 | 111 | 70  | 71  | 428 | 318 | 110 | 403    | 1   |     | Primera División |
|  | 16  | Rangers              | 39   | 311 | 109 | 75  | 118 | 419 | 412 | 7   | 402    |     | 1   | Primera B        |
|  | 16  | Deportes La Serena   | 37   | 279 | 109 | 67  | 103 | 429 | 400 | 29  | 394    | 1   | 1   | Primera División |
|  | 18  | Deportes Temuco      | 32   | 256 | 102 | 61  | 92  | 372 | 329 | 43  | 367    |     |     | Primera B        |
|  | 19  | Coquimbo Unido       | 36   | 279 | 85  | 91  | 100 | 333 | 405 | -74 | 346    |     |     | Primera División |
|  | 20  | Deportes Antofagasta | 30   | 249 | 93  | 64  | 92  | 348 | 341 | 7   | 343    |     |     | Primera B        |

## Sedes de la ceremonia de entrega
Las siguientes ciudades y los estadios han albergado la ceremonia final de entrega del título.
| Ciudad      | Finales | Recintos                                                                                          |
| ----------- | ------- | ------------------------------------------------------------------------------------------------- |
| Santiago    | 29      | Nacional (21), Santa Laura (3), Independencia (2), Monumental (2) y Municipal de La Cisterna (1). |
| Antofagasta | 2       | Regional Calvo y Bascuñán (2).                                                                    |
| Coquimbo    | 2       | Francisco Sánchez Rumoroso (2).                                                                   |
| Temuco      | 2       | Germán Becker (2).                                                                                |
| Iquique     | 1       | Tierra de Campeones (1).                                                                          |
| La Serena   | 1       | La Portada (1).                                                                                   |
| Valparaíso  | 1       | Elías Figueroa (1)                                                                                |
| Rancagua    | 1       | El Teniente (1)                                                                                   |
| Talca       | 1       | Fiscal (1)                                                                                        |
| Concepción  | 1       | Ester Roa (1)                                                                                     |

## Equipos participantes Copa Chile
La Copa Chile es un torneo paralelo al sistema de ligas en Chile en la que se han disputado 45 temporadas entre los años 1958 y 2025.
| Pos. | Club                                      | Temporadas | Primera participacion | Última participación | División actual      |
| 1    | Colo-Colo                                 | 45         | 1958                  | 2025                 | Primera División     |
| 2    | Palestino                                 | 45         | 1958                  | 2025                 | Primera División     |
| 3    | Universidad Católica                      | 45         | 1958                  | 2025                 | Primera División     |
| 4    | Universidad de Chile                      | 45         | 1958                  | 2025                 | Primera División     |
| 5    | Audax Italiano                            | 44         | 1958                  | 2025                 | Primera División     |
| 6    | Unión Española                            | 43         | 1958                  | 2025                 | Primera División     |
| 7    | O'Higgins                                 | 42         | 1958                  | 2025                 | Primera División     |
| 8    | Santiago Wanderers                        | 42         | 1958                  | 2025                 | Primera B            |
| 9    | Everton                                   | 41         | 1958                  | 2025                 | Primera División     |
| 10   | Rangers                                   | 40         | 1958                  | 2025                 | Primera B            |
| 11   | Magallanes                                | 39         | 1958                  | 2025                 | Primera B            |
| 12   | Deportes La Serena                        | 38         | 1958                  | 2025                 | Primera División     |
| 13   | Cobreloa                                  | 38         | 1977                  | 2025                 | Primera B            |
| 14   | Unión San Felipe                          | 37         | 1958                  | 2025                 | Primera B            |
| 15   | Coquimbo Unido                            | 37         | 1959                  | 2025                 | Primera División     |
| 16   | Deportes Iquique                          | 35         | 1980                  | 2025                 | Primera División     |
| 17   | Unión La Calera                           | 34         | 1958                  | 2025                 | Primera División     |
| 18   | Huachipato                                | 34         | 1974                  | 2025                 | Primera División     |
| 19   | Deportes Temuco                           | 33         | 1959                  | 2025                 | Primera B            |
| 20   | Ñublense                                  | 33         | 1974                  | 2025                 | Primera División     |
| 21   | Deportes Concepción                       | 33         | 1974                  | 2025                 | Primera B            |
| 22   | San Luis                                  | 32         | 1959                  | 2025                 | Primera B            |
| 23   | Deportes Antofagasta                      | 31         | 1974                  | 2025                 | Primera B            |
| 24   | Cobresal                                  | 30         | 1984                  | 2025                 | Primera División     |
| 25   | San Marcos de Arica                       | 29         | 1982                  | 2025                 | Primera B            |
| 26   | Santiago Morning                          | 28         | 1958                  | 2025                 | Primera B            |
| 27   | Fernández Vial                            | 28         | 1959                  | 2024                 | En Receso            |
| 28   | Iberia                                    | 27         | 1960                  | 2024                 | Tercera B            |
| 29   | Colchagua                                 | 25         | 1958                  | 2024                 | Tercera A            |
| 30   | Trasandino                                | 25         | 1958                  | 2024                 | Segunda División     |
| 31   | Deportes Puerto Montt                     | 25         | 1985                  | 2024                 | Segunda División     |
| 32   | Naval                                     | 24         | 1974                  | 2013-14              | Tercera A            |
| 33   | Curicó Unido                              | 24         | 1974                  | 2025                 | Primera B            |
| 34   | Lota Schwager                             | 21         | 1974                  | 2014-15              | Tercera A            |
| 35   | Provincial Osorno                         | 19         | 1985                  | 2024                 | Segunda División     |
| 36   | Deportes Linares                          | 18         | 1962                  | 2024                 | Segunda División     |
| 37   | Deportes Santa Cruz                       | 17         | 1985                  | 2025                 | Primera B            |
| 38   | Deportes Copiapó                          | 17         | 2008-09               | 2025                 | Primera B            |
| 39   | Universidad de Concepción                 | 17         | 2008-09               | 2025                 | Primera B            |
| 40   | Deportes Melipilla                        | 16         | 1992                  | 2024                 | Segunda División     |
| 41   | Deportes Ovalle                           | 15         | 1974                  | 2011                 | En Receso            |
| 42   | Deportes Valdivia                         | 15         | 1985                  | 2024                 | En Receso            |
| 43   | Barnechea                                 | 15         | 2008-09               | 2024                 | Segunda División     |
| 44   | San Antonio Unido                         | 14         | 1962                  | 2024                 | Segunda División     |
| 45   | Regional Atacama                          | 12         | 1982                  | 1996                 | Desaparecido         |
| 46   | General Velásquez                         | 10         | 1988                  | 2024                 | Segunda División     |
| 47   | Lautaro de Buin                           | 9          | 2009                  | 2024                 | Tercera A            |
| 48   | Independiente                             | 8          | 1974                  | 2022                 | En Receso            |
| 49   | Malleco Unido                             | 7          | 1974                  | 2018                 | Tercera A            |
| 50   | Deportes Recoleta                         | 7          | 2018                  | 2025                 | Primera B            |
| 51   | Ferroviarios                              | 6          | 1974                  | 2011                 | Tercera B            |
| 52   | Deportes Limache                          | 6          | 2018                  | 2025                 | Primera División     |
| 53   | San Bernardo Central                      | 5          | 1958                  | 1962                 | Desaparecido         |
| 54   | Green Cross                               | 5          | 1958                  | 1962                 | Desaparecido         |
| 55   | Ferrobádminton                            | 5          | 1958                  | 1962                 | Desaparecido         |
| 56   | Aviación                                  | 5          | 1974                  | 1980                 | Desaparecido         |
| 57   | Unión Temuco                              | 5          | 2008-09               | 2012-13              | Desaparecido         |
| 58   | Provincial Talagante                      | 5          | 2008-09               | 2012-13              | Tercera B            |
| 59   | Municipal Mejillones                      | 5          | 2008-09               | 2024                 | Tercera A            |
| 60   | Deportes Rengo                            | 5          | 2010                  | 2024                 | Segunda División     |
| 61   | UTE                                       | 4          | 1958                  | 1962                 | Desaparecido         |
| 62   | Deportes Quilicura                        | 4          | 2009                  | 2012-13              | Desaparecido         |
| 63   | C.S.D.Enfoque                             | 4          | 2009                  | 2012-13              | En Receso            |
| 64   | Provincial Ovalle                         | 4          | 2018                  | 2024                 | Segunda División     |
| 65   | Deportes Colina                           | 4          | 2019                  | 2024                 | Tercera A            |
| 66   | Quintero Unido                            | 3          | 1985                  | 2023                 | Tercera A            |
| 67   | Academia Quilpué                          | 3          | 2009                  | 2011                 | En Receso            |
| 68   | Deportes Cerro Navia                      | 3          | 2009                  | 2011                 | En Receso            |
| 69   | Deportes Peñalolen                        | 3          | 2009                  | 2011                 | En Receso            |
| 70   | Municipal La Pintana                      | 3          | 2009                  | 2011                 | Desaparecido         |
| 71   | Pudahuel Barrancas                        | 3          | 2009                  | 2011                 | Asociación de Origen |
| 72   | Brujas de Salamanca                       | 3          | 2022                  | 2024                 | Segunda División     |
| 73   | Deportes Quillón                          | 3          | 2022                  | 2024                 | Tercera A            |
| 74   | Unión Compañías                           | 3          | 2022                  | 2024                 | Tercera B            |
| 75   | Alianza de Curicó                         | 2          | 1958                  | 1960                 | Asociación de Origen |
| 76   | Selección de Iquique                      | 2          | 1958                  | 1961                 | Desaparecido         |
| 77   | Selección de Osorno                       | 2          | 1958                  | 1961                 | Desaparecido         |
| 78   | Selección de Temuco                       | 2          | 1958                  | 1961                 | Desaparecido         |
| 79   | Selección de Copiapó                      | 2          | 1959                  | 1961                 | Desaparecido         |
| 80   | Soinca Bata                               | 2          | 1989                  | 1991                 | Desaparecido         |
| 81   | Cabildo AGC                               | 2          | 2008-09               | 2009                 | En Receso            |
| 82   | Deportes Tocopilla                        | 2          | 2008-09               | 2009                 | Desaparecido         |
| 83   | Unión Quilpué                             | 2          | 2008-09               | 2009                 | Desaparecido         |
| 84   | Balmaceda de San Antonio                  | 2          | 2009                  | 2011                 | Asociación de Origen |
| 85   | Favorita de Lontué                        | 2          | 2009                  | 2011                 | Asociación de Origen |
| 86   | Trasandino de Socoroma                    | 2          | 2009                  | 2023                 | Asociación de Origen |
| 87   | Lord Cochrane de Concepción               | 2          | 2009                  | 2010                 | Asociación de Origen |
| 88   | Lord Cochrane de Aysén                    | 2          | 2009                  | 2010                 | Asociación de Origen |
| 89   | Luchador de Lican Ray                     | 2          | 2009                  | 2010                 | Asociación de Origen |
| 90   | Real León                                 | 2          | 2009                  | 2010                 | En Receso            |
| 91   | Samuel Reyes                              | 2          | 2009                  | 2010                 | Asociación de Origen |
| 92   | Juventud Puente Alto                      | 2          | 2009                  | 2010                 | En Receso            |
| 93   | Prat                                      | 2          | 2009                  | 2010                 | En Receso            |
| 94   | Unión Santa María                         | 2          | 2010                  | 2011                 | En Receso            |
| 95   | Jugendland                                | 2          | 2010                  | 2011                 | En Receso            |
| 96   | Municipal Pozo Almonte                    | 2          | 2010                  | 2011                 | En Receso            |
| 97   | Selección de San Pedro de Atacama         | 2          | 2010                  | 2011                 | En Receso            |
| 98   | Deportes Paniahue                         | 2          | 2010                  | 2011                 | En Receso            |
| 99   | Unión Wanderers General Lagos             | 2          | 2010                  | 2011                 | En Receso            |
| 100  | Deportes Vallenar                         | 2          | 2018                  | 2019                 | Tercera B            |
| 101  | Rodelindo Román                           | 2          | 2021                  | 2022                 | Tercera B            |
| 102  | Provincial Ranco                          | 2          | 2022                  | 2023                 | En Receso            |
| 103  | La Higuera de La Ligua                    | 2          | 2022                  | 2023                 | Asociación de Origen |
| 104  | Unión Bellavista de Coquimbo              | 2          | 2022                  | 2023                 | Asociación de Origen |
| 105  | Chimbarongo F.C.                          | 2          | 2023                  | 2024                 | Tercera A            |
| 106  | Constitución F.C.                         | 2          | 2023                  | 2024                 | Tercera A            |
| 107  | Comunal Cabrero                           | 2          | 2023                  | 2024                 | Tercera A            |
| 108  | Concón National                           | 2          | 2023                  | 2024                 | Segunda División     |
| 109  | Deportes Puente Alto                      | 2          | 2023                  | 2024                 | Tercera A            |
| 110  | San Antonio Unido de Temuco               | 2          | 2023                  | 2024                 | Asociación de Origen |
| 111  | Santiago City                             | 2          | 2023                  | 2024                 | Segunda División     |
| 112  | Selección de Tocopilla                    | 1          | 1958                  | -                    | Desaparecido         |
| 113  | Selección de Valdivia                     | 1          | 1958                  | -                    | Desaparecido         |
| 114  | Selección de Peñaflor                     | 1          | 1958                  | -                    | Desaparecido         |
| 115  | Selección de Arica                        | 1          | 1959                  | -                    | Desaparecido         |
| 116  | Selección de Calama                       | 1          | 1959                  | -                    | Desaparecido         |
| 117  | Selección de Cauquenes                    | 1          | 1959                  | -                    | Desaparecido         |
| 118  | Selección de Pitrufquén                   | 1          | 1959                  | -                    | Desaparecido         |
| 119  | Thomas Bata                               | 1          | 1959                  | -                    | Desaparecido         |
| 120  | Selección de Ovalle                       | 1          | 1960                  | -                    | Desaparecido         |
| 121  | Selección de Antofagasta                  | 1          | 1961                  | -                    | Desaparecido         |
| 122  | Selección Regional de Zona Central        | 1          | 1961                  | -                    | Desaparecido         |
| 123  | Federico Schwager                         | 1          | 1961                  | -                    | Desaparecido         |
| 124  | Luis Cruz Martínez                        | 1          | 1962                  | -                    | Asociación de Origen |
| 125  | Municipal de Santiago                     | 1          | 1962                  | -                    | Desaparecido         |
| 126  | Valparaíso Ferroviarios                   | 1          | 1962                  | -                    | Desaparecido         |
| 127  | Deportes Victoria                         | 1          | 1985                  | -                    | Asociación de Origen |
| 128  | Deportes Lozapenco                        | 1          | 1991                  | -                    | Desaparecido         |
| 129  | Revisora Ormazábal                        | 1          | 2008-09               | -                    | Asociación de Origen |
| 130  | Unión Bellavista Antofagasta              | 1          | 2008-09               | -                    | Asociación de Origen |
| 131  | San Juan de Lago Pollux                   | 1          | 2008-09               | -                    | Asociación de Origen |
| 132  | Selección de Puerto Aysén                 | 1          | 2008-09               | -                    | Asociación de Origen |
| 133  | Selección de Punta Arenas                 | 1          | 2008-09               | -                    | Asociación de Origen |
| 134  | Atlético Balmaceda                        | 1          | 2009                  | -                    | Asociación de Origen |
| 135  | Asotel                                    | 1          | 2009                  | -                    | Asociación de Origen |
| 136  | Juventus de Caldera                       | 1          | 2009                  | -                    | Asociación de Origen |
| 137  | David Arellano                            | 1          | 2009                  | -                    | Asociación de Origen |
| 138  | Juan Lyon                                 | 1          | 2009                  | -                    | Asociación de Origen |
| 139  | Manuel Rodríguez                          | 1          | 2009                  | -                    | Asociación de Origen |
| 140  | Deportivo Lintz                           | 1          | 2009                  | -                    | Asociación de Origen |
| 141  | Yungay                                    | 1          | 2009                  | -                    | Asociación de Origen |
| 142  | Audax de Futrono                          | 1          | 2009                  | -                    | Asociación de Origen |
| 143  | Juventud Padre Hurtado                    | 1          | 2009                  | -                    | Asociación de Origen |
| 144  | Corporación Nuñoa                         | 1          | 2009                  | -                    | Asociación de Origen |
| 145  | Municipal Hijuelas                        | 1          | 2010                  | -                    | Asociación de Origen |
| 146  | General Velásquez Puchuncaví              | 1          | 2010                  | -                    | Asociación de Origen |
| 147  | Juventud Varsovia                         | 1          | 2010                  | -                    | Asociación de Origen |
| 148  | Óscar Bonilla de Linares                  | 1          | 2010                  | -                    | Asociación de Origen |
| 149  | Deportivo Purranque                       | 1          | 2011                  | -                    | Asociación de Origen |
| 150  | Defensor Casablanca                       | 1          | 2011                  | -                    | Asociación de Origen |
| 151  | Quesos Kumey                              | 1          | 2011                  | -                    | Asociación de Origen |
| 152  | Estrella del Mar                          | 1          | 2011                  | -                    | Asociación de Origen |
| 153  | José Miguel Carrera de Purranque          | 1          | 2011                  | -                    | Asociación de Origen |
| 154  | Tomás Greig                               | 1          | 2018                  | -                    | En Receso            |
| 155  | Municipal Santiago                        | 1          | 2018                  | -                    | En Receso            |
| 156  | Deportivo Pilmahue                        | 1          | 2018                  | -                    | Tercera B            |
| 157  | Colo-Colito                               | 1          | 2022                  | -                    | Asociación de Origen |
| 158  | Cóndor                                    | 1          | 2022                  | -                    | Asociación de Origen |
| 159  | La Obra                                   | 1          | 2022                  | -                    | Asociación de Origen |
| 160  | San Bernardo Unido                        | 1          | 2022                  | -                    | Asociación de Origen |
| 161  | Aguará                                    | 1          | 2023                  | -                    | Tercera B            |
| 162  | Eléctrico Refinería de Calama             | 1          | 2023                  | -                    | Asociación de Origen |
| 163  | Ferroviario Comercial de Las Cabras       | 1          | 2023                  | -                    | Asociación de Origen |
| 164  | Gol y Gol de Vivanco de Río Bueno         | 1          | 2023                  | -                    | Asociación de Origen |
| 165  | Juventud Unida de Dalcahue                | 1          | 2023                  | -                    | Asociación de Origen |
| 166  | Liga Universitaria de Coyhaique           | 1          | 2023                  | -                    | Asociación de Origen |
| 167  | Ojanco de Tierra Amarilla                 | 1          | 2023                  | -                    | Asociación de Origen |
| 168  | Población Nogales de Estación Central     | 1          | 2023                  | -                    | Asociación de Origen |
| 169  | Rancagua Sur                              | 1          | 2023                  | -                    | Tercera B            |
| 170  | Teniente Merino de Concepción             | 1          | 2023                  | -                    | Asociación de Origen |
| 171  | Unión de Iquique                          | 1          | 2023                  | -                    | Asociación de Origen |
| 172  | Bories de Cohyaique                       | 1          | 2023                  | -                    | Asociación de Origen |
| 173  | 11 de Septiembre Arica de Arica           | 1          | 2024                  | -                    | Asociación de Origen |
| 174  | Alas Portuarias de Puerto Aysén           | 1          | 2024                  | -                    | Asociación de Origen |
| 175  | Barcelona Copiapó de Copiapó              | 1          | 2024                  | -                    | Asociación de Origen |
| 176  | Central Norte de Antofagasta              | 1          | 2024                  | -                    | Asociación de Origen |
| 177  | Ferroviarios Monte Águila de Monte Águila | 1          | 2024                  | -                    | Asociación de Origen |
| 178  | Glorias Navales de Viña del Mar           | 1          | 2024                  | -                    | Asociación de Origen |
| 179  | Juvenil Seminario de Talca                | 1          | 2024                  | -                    | Asociación de Origen |
| 180  | Lucero de Chillán                         | 1          | 2024                  | -                    | Asociación de Origen |
| 181  | Marcos Trincado de Rengo                  | 1          | 2024                  | -                    | Asociación de Origen |
| 182  | Miramar Sindempart de Coquimbo            | 1          | 2024                  | -                    | Asociación de Origen |
| 183  | Norte Unido de Iquique                    | 1          | 2024                  | -                    | Asociación de Origen |
| 184  | Presidente Ibáñez de Punta Arenas         | 1          | 2024                  | -                    | Asociación de Origen |
| 185  | Unión Wanderers de Valdivia               | 1          | 2024                  | -                    | Asociación de Origen |
| 186  | Vicente Pérez de Puerto Montt             | 1          | 2024                  | -                    | Asociación de Origen |
| 187  | Juan Fernández                            | 1          | 2024                  | -                    | Asociación de Origen |

## Récords
- Las mayores goleadas en la Copa Chile son:

| Pos. |                       | Resultado |                                   | Edición                      |
| ---- | --------------------- | --------- | --------------------------------- | ---------------------------- |
| 1    | Audax Italiano        | 13 – 0    | Juventud Varsovia                 | Copa Chile Bicentenario 2010 |
| 2    | Selección de Vallenar | 0 – 12    | Deportes La Serena                | Copa Chile Bicentenario 2010 |
| 3    | Presidente Ibañez     | 0 – 12    | Huachipato                        | Copa Chile 2024              |
| 4    | Huachipato            | 12 – 1    | Luchador de Lican Ray             | Copa Chile Bicentenario 2010 |
| 5    | Cobreloa              | 10 – 0    | O'Higgins                         | Copa Polla Gol 1979          |
| 6    | Universidad Católica  | 10 – 0    | Selección de San Pedro de Atacama | Copa Chile Bicentenario 2010 |
| 7    | Universidad de Chile  | 10 – 0    | Chimbarongo F.C.                  | Copa Chile 2023              |
| 8    | Comunal Cabrero       | 0 – 10    | Rangers                           | Copa Chile 2024              |
| 9    | Curicó Unido          | 9 – 0     | Deportes Linares                  | Copa Chile 1974              |
| 10   | Colo Colito           | 0 – 9     | Universidad de Concepción         | Copa Chile 2022              |
| 11   | Santiago City         | 9 – 1     | C.D.S.C. Aguará                   | Copa Chile 2023              |
| 12   | Deportes Temuco       | 9 – 1     | Fernández Vial                    | Copa Chile 1993              |